# Palästinensische Autonomiegebiete
Die Palästinensischen Autonomiegebiete (arabisch الأراضي الفلسطينية, DMG al-arāḍī al-filasṭīniyya ‚Palästinensische Gebiete‘), welche sich in Vorderasien zwischen Mittelmeer und Jordan befinden, bestehen aus dem Gazastreifen und 40 Prozent des Westjordanlandes. Der Gebietsstand wurde 1995 im Interimsabkommen über das Westjordanland und den Gazastreifen zwischen Israel und der Palästinensischen Befreiungsorganisation (PLO) vereinbart, wobei die Gebiete ohne Autonomie („C-Gebiete“) innerhalb von fünf Jahren ebenfalls schrittweise in Autonomiegebiete umgewandelt werden sollten. Dazu kam es jedoch bisher nicht. Die Palästinensische Autonomiebehörde beansprucht das gesamte Westjordanland und Ostjerusalem.

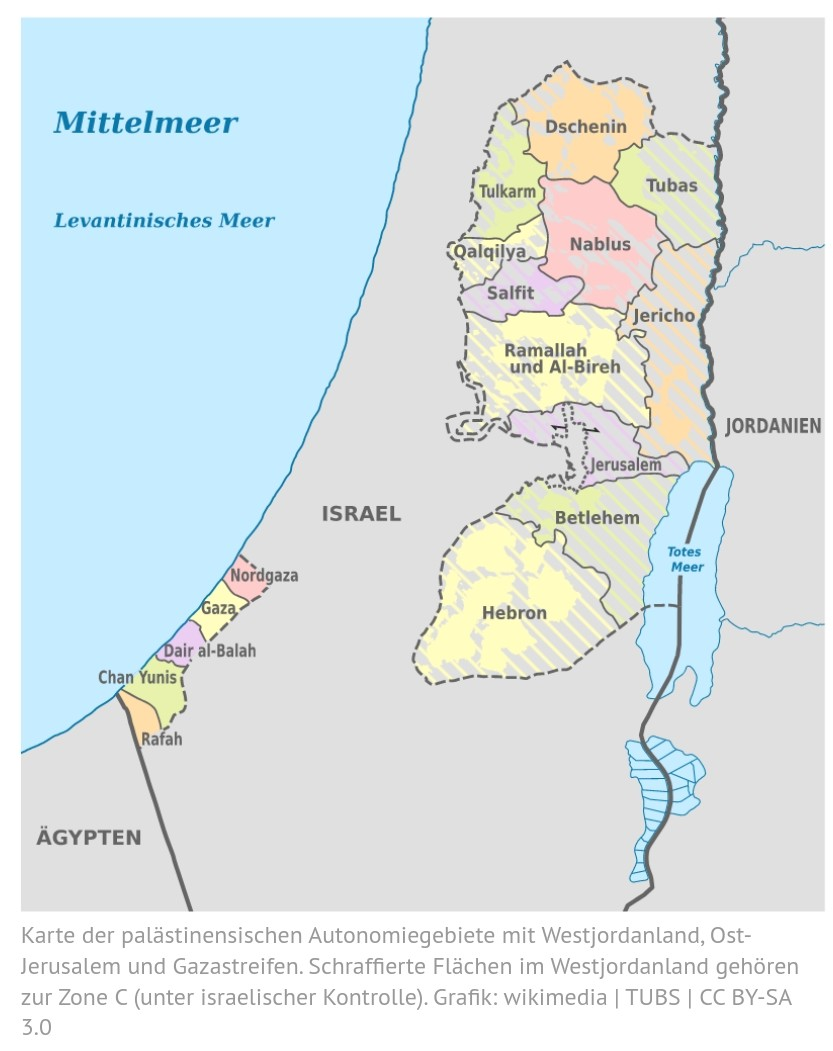
Quelle: Landeszentrale für politische Bildung Baden-Württemberg

Die Autonomiegebiete wurden lange von den Fraktionen der PLO unter Jassir Arafat regiert. Nach einem Wahlsieg der radikal-islamischen Terrororganisation Hamas im Jahr 2006, einer darauffolgenden, brüchigen Einheitsregierung mit der Fatah und dem Kampf um Gaza im Juni 2007 sind die Palästinensischen Autonomiegebiete de facto zweigeteilt. Im Gazastreifen herrschte bis 2014 ein De-facto-Regime durch die Hamas, während die unter palästinensischer Kontrolle stehenden Teile des Westjordanlands von einer Fatah-Regierung geführt wurden. Nach einer Reihe von Versöhnungsabkommen wurde im Juni 2014 formal eine Einheitsregierung gebildet, die aber ebenfalls brüchig blieb (siehe auch Fatah-Hamas-Konflikt).
Von den 193 Mitgliedstaaten der Vereinten Nationen erkennen 147 den von der PLO 1988 ausgerufenen Staat Palästina an. Dieser Status wird von Seiten Israels, der USA und anderer, vornehmlich westlicher Staaten nicht anerkannt. Am 31. Oktober 2011 wurde Palästina Mitglied der UNESCO. Am 29. November 2012 erlangte es den Beobachterstatus (non member observer state) der Vereinten Nationen, der als Vorstufe zur Vollmitgliedschaft gilt. Damit sprachen die Vereinten Nationen in Bezug auf die PLO-Delegation erstmals von einem „Staat“.
Mögliche notwendige Schritte zu einer Zweistaatenlösung wurden 2003 in der so genannten Roadmap festgehalten, aber von beiden Seiten nicht ausreichend forciert. Ein Frieden mit Israel und eine damit verbundene Überführung der Autonomiegebiete in einen international anerkannten, wirtschaftlich überlebensfähigen Staat Palästina ist trotz wiederholter Bemühungen des Nahost-Quartetts immer wieder gescheitert, zuletzt im April 2014 (siehe Nahostkonflikt).

## Geografie
Das Westjordanland wurde als Ergebnis des Interimsabkommens über das Westjordanland und den Gazastreifen von 1995 in drei Zonen (A: 18 Prozent, B: 20 Prozent und C: 62 Prozent der Fläche des Westjordanlandes) eingeteilt, in denen die palästinensische Autonomiebehörde (PA) und das israelische Militär jeweils andere Befugnisse haben. Die A-Gebiete wurden unter PA-Kontrolle gestellt und bestehen aus den größeren Städten. Die B-Gebiete setzen sich vor allem aus ländlichen Gemeinden und Dörfern zusammen. Hier haben die Palästinenser die administrative und Israel die Sicherheitskontrolle. Das C-Gebiet steht sowohl zivilrechtlich als auch in Sicherheitsbelangen unter israelischer Kontrolle und besteht vor allem aus dünn besiedelten Landstrichen, palästinensischen Dörfern und israelischen Siedlungen.
Die Autonomiegebiete bestehen aus mehreren durch das C-Gebiet voneinander getrennten Siedlungsgebieten im Westjordanland sowie dem Gazastreifen. Außer an Israel und israelisch besetzte Bereiche des Westjordanlands grenzen sie im Gazastreifen an Ägypten und an das Mittelmeer. Das Interimsabkommen sieht vor, die Gebiete der Zone C, abgesehen von noch zu verhandelnden Ausnahmen, schrittweise in die palästinensische Autonomie zu überführen. Eine Einigung über den endgültigen Status und die Gebietszuordnung wurde bisher nicht erzielt. Weitgehend innerhalb der Zone C hat Israel eine befestigte Abgrenzung errichtet.

## Bezeichnungen
Im diplomatischen Verkehr mit der Palästinenserregierung verwendet Deutschland für das Territorium der Autonomiebehörde die Bezeichnung Palästinensische Gebiete. Weil jedoch die von Israel besetzten Gebiete im Westjordanland und Ostjerusalem von der UNO weiterhin als Teil der palästinensischen Gebiete gesehen werden, sind in diesen Begriff auch Gebiete eingeschlossen, über die die Autonomiebehörde keinen direkten Einfluss ausübt (Zone C, siehe Abschnitt Geografie). Die Schweiz verwendet dafür im amtlichen Kontext die Bezeichnung Besetztes Palästinensisches Gebiet. Österreich verwendet die Bezeichnung Palästina.

## Bevölkerung

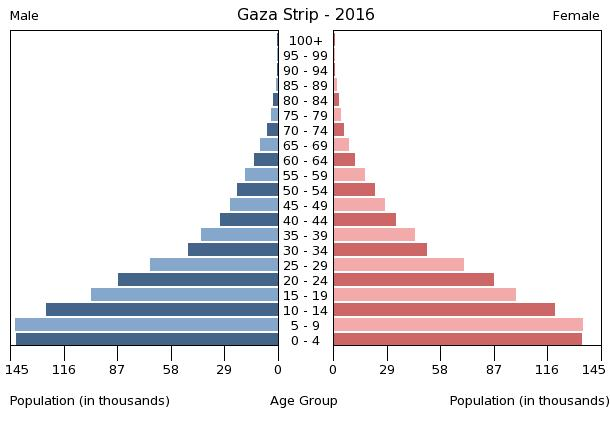
Bevölkerungspyramide Gazastreifen 2016

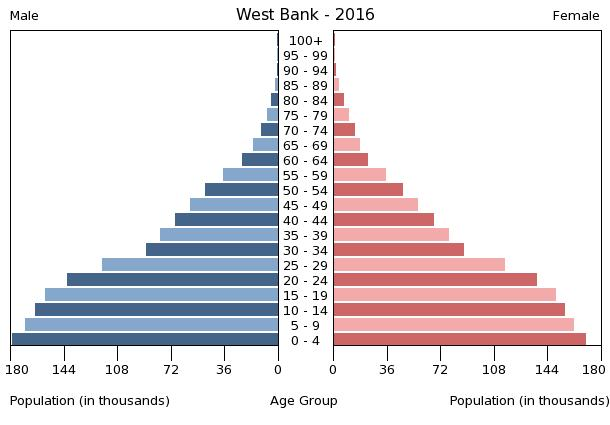
Bevölkerungspyramide Westjordanland 2016

In den Autonomiegebieten lebten 2017 ungefähr 4,5 Millionen Menschen. Etwa 1,80 Millionen davon lebten im Gazastreifen und 2,75 Millionen im Westjordanland. Im Gazastreifen waren davon 99 Prozent palästinensische Araber und 1 Prozent unbestimmter Ethnie. Im Westjordanland waren davon 83 Prozent palästinensische und andere Araber und 17 Prozent Juden und Israelis. Die am weitesten verbreitete Gebrauchssprache ist Arabisch. Es wird ein palästinensischer Dialekt des Arabischen gesprochen, der in den einzelnen Landesteilen zum Teil stark variiert. Daneben wird Hebräisch gesprochen und Englisch von vielen verstanden.
Die Bevölkerung in den Autonomiegebieten hat sich seit 1950 mehr als vervierfacht. 2015 betrug das Durchschnittsalter 19,3 Jahre, und die Fertilität pro Frau lag bei 4,2 Kindern (1980 noch 8 Kinder). Die Autonomiegebiete haben eine der jüngsten und am schnellsten wachsenden Bevölkerungen weltweit, wobei die Bevölkerung im Gazastreifen jünger ist und schneller wächst als im Westjordanland. Für das Jahr 2050 wird prognostiziert, dass sich die Einwohnerzahl noch einmal auf knapp zehn Millionen verdoppeln wird. Da die Autonomiegebiete schon heute eines der am dichtesten besiedelten Gebiete der Welt sind, wird damit gerechnet, dass das fortschreitende Wachstum der Bevölkerung starke soziale, politische und wirtschaftliche Probleme verursachen wird.
2017 lebten 3,8 Millionen Personen, die in den Autonomiegebieten geboren wurden, nicht mehr dort. Der größte Teil davon lebt als Flüchtlinge oder Migranten in den angrenzenden Staaten, vor allem in Jordanien.
Die Lebenserwartung ist in den letzten Jahrzehnten stark angestiegen und lag im Zeitraum von 2010 bis 2015 bei 72,9 Jahre (Männer: 70,7 Jahre, Frauen: 74,7 Jahre). In Israel lag sie zum Vergleich im selben Zeitraum bei 81,9 Jahren.

### Entwicklung der Bevölkerungszahlen

Bevölkerungsentwicklung in Mio. Einw.

| Jahr | Bevölkerung |      | Jahr      | Bevölkerung |           | Jahr | Bevölkerung |
| 1950 | 0.932.000   | 1975 | 1.321.000 | 2000        | 3.223.000 |      |             |
| 1955 | 0.988.000   | 1980 | 1.509.000 | 2005        | 3.576.000 |      |             |
| 1960 | 1.069.000   | 1985 | 1.758.000 | 2010        | 4.067.000 |      |             |
| 1965 | 1.191.000   | 1990 | 2.101.000 | 2015        | 4.663.000 |      |             |
| 1970 | 1.125.000   | 1995 | 2.618.000 | 2020        | 5.100.000 |      |             |

Quellen: Bis 2015 UN 2020:

### C-Gebiete des Westjordanlandes
Im C-Gebiet des Westjordanlandes lebten 2012 etwa 310.000 Juden in 124 Siedlungen und etwa 100 Außenposten. Im Jahr 2014 lebten im C-Gebiet etwa 400.000 Juden und etwa 90.000 palästinensische Araber. Israel kontrolliert hier gemäß dem Interimsabkommen über das Westjordanland und den Gazastreifen (Oslo II) von 1993 die gesamte Infrastruktur. Eine 2009 veröffentlichte Datensammlung des israelischen Verteidigungsministers belegt, dass in 75 Prozent aller Siedlungen im Westjordanland zum Teil in erheblichem Umfang ohne Genehmigung oder sogar gegen israelische Bestimmungen Baumaßnahmen vorgenommen wurden. In über 30 Siedlungen wurden Gebäude und Infrastruktur (Straßen, Schulen, Synagogen, Jeschiwot und auch Polizeistationen) auf Privatgrundstücken von Palästinensern errichtet. Eine Ende 2014 vorgelegte Faktensammlung der Außenpolitik- und Verteidigungskomitees der Knesset dokumentiert für das Jahr 2014 insgesamt 550 Fälle von illegalen arabischen Baumaßnahmen; demgegenüber standen nur 150 Fälle von illegalen jüdischen Baumaßnahmen in den C-Gebieten. Es wurde darauf hingewiesen, dass hinsichtlich des geringeren Anteils der arabischen Bevölkerung der C-Gebiete der verhältnismäßige Anteil illegaler Baumaßnahmen pro Kopf auf arabischer Seite 16-fach höher lag als auf jüdischer Seite. Als Gründe wurden die Planung und Finanzierung durch die Europäische Union und andere europäische Länder in Koordination mit der Palästinensischen Autonomiebehörde (PA) angegeben.

### Religionen
Während sich die Bevölkerung (2012) im Gaza-Streifen zu 99,3 Prozent aus Muslimen und 0,7 Prozent Christen zusammensetzt, sind im Westjordanland (2012) 80 bis 85 Prozent der Bevölkerung Muslime, 12 bis 14 Prozent Juden und 1 bis 2,5 Prozent Christen. Die überwiegende Mehrheit der Muslime in den Palästinensischen Autonomiegebieten gehört der sunnitischen Glaubensrichtung an.
Der christliche Bevölkerungsanteil nimmt hauptsächlich infolge des Wachstums der muslimischen Bevölkerung seit Jahrzehnten weiter deutlich ab; als andere Gründe werden Repression, Benachteiligung, eine sinkende Geburtenrate und Auswanderung genannt. Der Abbau aller jüdischen Siedlungen des Gaza-Streifens war im September 2005 vollständig erfolgt; seitdem gibt es dort keine jüdische Bevölkerung mehr. In Nablus leben noch einige hundert Samaritaner.

## Geschichte
Die palästinensischen Autonomiegebiete befinden sich auf Teilen des früheren Mandatsgebietes Westpalästina, das wie Ostpalästina (heute Jordanien) nach dem Zusammenbruch des Osmanischen Reichs unter britischer Mandatsverwaltung stand. Zu den Mandatsbedingungen gehörte, dass die Briten die Verwirklichung der Balfour-Deklaration ermöglichen sollten, in der sie am 2. November 1917 die „Gründung einer nationalen Heimstätte für das jüdische Volk“ versprochen hatten, in dem Gebiet Palästinas (d. h. Israel, Palästinensische Autonomiegebiete und Jordanien). 1922 wurde das britische Mandatsgebiet Ostpalästina zur Bildung des Königreichs Jordanien, auf Betreiben Großbritanniens, von dem Gebiet Palästina als der Nationalen Heimstätte für einen jüdischen Staat, abgetrennt.
Am 29. November 1947 stimmte die Generalversammlung der Vereinten Nationen mit Zweidrittelmehrheit für den durch die UNSCOP vorgeschlagenen Teilungsplan, der Westpalästina in einen jüdischen und einen arabischen Staat teilen sollte. Von dem Gebiet der Nationalen Heimstätte für einen jüdischen Staat sollten weitere 40 Prozent abgespalten werden.
Mit dem Ziel, tatsächlich einen unabhängigen jüdischen Staat zu gründen und den Überlebenden des Holocausts und der jüdischen Diaspora eine Heimat zu schaffen, akzeptierten große Teile der jüdischen Bevölkerung und die Jewish Agency den Teilungsplan. Die radikalen Nationalisten wie Menachem Begin (Irgun) oder Jitzhak Schamir (Lechi) lehnten den Plan jedoch ab.
Auch die arabischen Führer lehnten den Plan ab. Neben der generellen Ablehnung eines jüdischen Staates geschah dies mit der Begründung, der Plan verletzte die Rechte der Mehrheitsbevölkerung in Palästina, die zu diesem Zeitpunkt zu 67 Prozent nicht-jüdischen Religionen angehörten. Ende 1946 hatte Palästina knapp 2 Mio. Einwohner, wovon nur etwa 603.000 Juden waren. Sie empfanden den Plan als Katastrophe. Kritisiert wurde die Menge und die Qualität des Landes, das den Juden zugeteilt wurde. In der Folgezeit kam es im Mandatsgebiet zu zahlreichen Überfällen und Anschlägen durch irreguläre jüdische und arabische Kräfte.
Aufgrund der bürgerkriegsähnlichen Zustände wollten die Briten ihre Truppen abziehen und das Mandat für Palästina am 14. Mai 1948, einem Freitag, um Mitternacht niederlegen. So versammelte sich der Jüdische Nationalrat im Haus des ehemaligen Bürgermeisters Dizengoff in Tel Aviv um 16 Uhr noch vor Sonnenuntergang und damit vor Beginn des Sabbat. Unter einem Porträt des Begründers der zionistischen Bewegung, Theodor Herzl, verkündete David Ben Gurion in der israelischen Unabhängigkeitserklärung „kraft des natürlichen und historischen Rechts des jüdischen Volkes und aufgrund des Beschlusses der UNO-Vollversammlung“ die Errichtung des Staates Israel. Elf Minuten später erkannten die USA den neuen Staat an, die Sowjetunion folgte am 16. Mai. Jerusalem wurde jedoch als Hauptstadt erst sehr viel später akzeptiert. Noch in der Gründungsnacht erklärten Ägypten, Saudi-Arabien, Jordanien, der Libanon, der Irak und Syrien dem neuen Staat Israel den im Vorfeld von ihnen geplanten, koordinierten Krieg. Es folgte der Palästinakrieg, der zu Gunsten Israels endete.
Nach dem Krieg blieb die Verwaltung der von den UN den Palästinensern zugesprochenen Gebiete und Ost-Jerusalems in den Händen von arabischen Streitkräften und Besatzungsmächten, das ist Ägypten im Gazastreifen und Jordanien im Westjordanland.
Nach dem Sechstagekrieg 1967 wurden das Westjordanland und der Gazastreifen von israelischen Streitkräften erobert und besetzt gehalten. Zusätzlich wurde auch Ost-Jerusalem von Israel erobert und annektiert. In der Folge errichtete Israel in den besetzten Gebieten, vor allem im Westjordanland, über 200 Siedlungen zum Teil an strategisch wichtigen Punkten, in denen heute 400.000 Menschen leben. Während es zuerst eine gewisse Koexistenz gab, baute das israelische Militär seit der ersten Intifada ein eigenes Straßennetz für diese israelischen Siedlungen und errichtete Kontrollpunkte.
Die Palästinensische Befreiungsorganisation (PLO) hat, anders als die Palästinensische Autonomiebehörde, seit 1974 einen Beobachterstatus bei den Vereinten Nationen (Beschluss der UN-Vollversammlung 3237). Erst seit Juli 1998 haben palästinensische Abgeordnete bei der UNO das Recht, an Debatten teilzunehmen.
Die palästinensischen Autonomiegebiete sind Gründungsmitglied der Organisation der Islamischen Konferenz und werden als offizielles Mitglied anerkannt. Die Autonomiegebiete sind außerdem Mitglied der Arabischen Liga.
Nach einem Zusammenstoß zwischen einem israelischen Militärfahrzeug und zwei Taxis, bei dem vier Palästinenser starben, begann im Dezember 1987 die erste Intifada gegen die israelische Besatzung. Die Idee eines zukünftig zu bildenden Staats Teil-Palästina wurde erstmals am 14. November 1988 durch Jassir Arafat in Algier ausgerufen (Deklaration von Algier) und anschließend von einigen Staaten, darunter Ländern des ehemaligen Ostblocks und der Blockfreien Staaten, anerkannt. Die meisten Staaten jedoch gestanden Palästina unter Hinweis auf die Drei-Elemente-Lehre keine Staatsqualität zu. So urteilte beispielsweise das Oberverwaltungsgericht für das Land Nordrhein-Westfalen auch nach der Deklaration von Algier, dass es mangels eines palästinensischen Staatsgebietes keinen Staat Palästina gebe, was bereits vorher ganz der herrschenden Lehre und Staatenpraxis entsprach.
Im Oslo-Friedensprozess wurde das heute gültige Autonomiestatut erreicht, welches als Vorstufe zu einem palästinensischen Staat gedacht ist. Welche Gebiete des Westjordanlandes, neben den heute schon der palästinensischen Verwaltung unterstellten Gebieten, dem zukünftigen palästinensischen Staat zugeschlagen werden sollen, ist eine der Kernfragen des Nahostkonfliktes. Ein Teil der palästinensischen Araber fordert das gesamte Westjordanland, ein anderer Teil alle palästinensischen Autonomiegebiete einschließlich Ostjerusalems. Wieder andere Palästinenser fordern sogar das gesamte Land zwischen Mittelmeer und Jordan, was einer Zerstörung Israels gleichkäme. Die meisten israelischen Entscheidungsträger wollen zumindest die größten Siedlungen des Westjordanlandes und Ostjerusalems behalten.
Die im Rahmen des Oslo-Friedensprozesses für den 4. Mai 1999 geplante, erneute Ausrufung des zukünftigen zu bildenden Staates wurde aufgrund der israelischen Wahlergebnisse zunächst auf den 13. September 2000, später auf Mitte November 2000 verschoben. Sie ist noch immer nicht erfolgt.
Nachdem sich seit der Wahl der Hamas in den palästinensischen Autonomiegebieten die Lage dort bürgerkriegsähnlich zugespitzt hatte, hat der israelische Ministerpräsident Ehud Olmert – befristet auf ein Jahr – Verhandlungen angeboten, welche als Grundlage seinen so genannten Konvergenz-Plan haben sollen. Darin wird den Palästinensern ein eigener Staat angeboten, gegen unter anderem die Zustimmung zu dem Verlust von 5 Prozent des Westjordanlandes, der durch den Verlauf der von Israel errichteten Grenzanlage weiter verfestigt worden ist. Mitte Juni 2007 kam es zu bürgerkriegsartigen Konflikten insbesondere im Gazastreifen. In der Folge errang die Hamas dort die alleinige Herrschaft, während im Westjordanland die verfeindete Fatah, der auch Präsident Abbas angehört, dominiert. Damit unterstehen die palästinensischen Autonomiegebiete faktisch in beiden voneinander getrennten Territorien jeweils unterschiedlichen politischen Kräften.
Im Zuge des Arabischen Frühlings kam es auch in den palästinensischen Gebieten zu Kundgebungen. Am 8. Februar 2011 kündigte die Palästinensische Autonomiebehörde überraschend die seit einem Jahr überfälligen Kommunalwahlen für den 9. Juli an. Die den Gazastreifen kontrollierende Hamas verlautbarte umgehend, die Wahlen zu boykottieren.
Im weiteren Verlauf des Frühlings trat die das Westjordanland kontrollierende Regierung rund um Ministerpräsident Salam Fayyad zurück, und das Exekutivkomitee der Palästinensischen Befreiungsorganisation beschloss, bis Ende September Präsidenten- und Parlamentswahlen abzuhalten. Anfang Mai 2011 unterschrieb Ismail Haniyya (Hamas) gemeinsam mit Mahmud Abbas (Fatah) zur Überraschung vieler ein Versöhnungsabkommen, das eineinhalb Jahre zuvor die ägyptische Führung in Auftrag der Arabischen Liga aufgesetzt hatte. Beide Fraktionen planen, vor der Parlamentswahl eine gemeinsame Übergangsregierung zu bilden. Am 20. Oktober 2012 hatten die Palästinenser – zumindest einige – das erste Mal seit 2006 die Möglichkeit zu wählen. Aufgrund des Boykotts der Hamas wurden die Kommunalwahlen nicht im von den Islamisten beherrschten Gazastreifen durchgeführt. In den meisten Wahlkreisen im Westjordanland gab es keine Wahl, sondern lediglich eine Akklamation. Die Parlamentswahlen sollten 2012 stattfinden, wurden bisher jedoch nicht durchgeführt.
Am 5. Januar 2013 ordnete Präsident Mahmud Abbas per Erlass an, die palästinensische Autonomiebehörde in „Staat Palästina“ umzubenennen. Auf offiziellen Dokumenten, Siegeln und Briefköpfen der Autonomiebehörde soll der Name „Palestinian National Authority“ gegen „State of Palestine“ ausgetauscht und das Wappen des Staates Palästina verwendet werden. Nach Ansicht des US-amerikanischen Völkerrechtlers John Whitbeck, der sich seit Jahren im Nahostkonflikt engagiert, wurde dadurch die Autonomiebehörde von den Institutionen des Staates Palästina absorbiert. Da die Durchsetzung dieses Vorhabens jedoch von Israel gebilligt und unterstützt werden müsste, wird der Namenswechsel vorerst nur von den Botschaften und diplomatischen Missionen im Ausland vollzogen.

## Politik

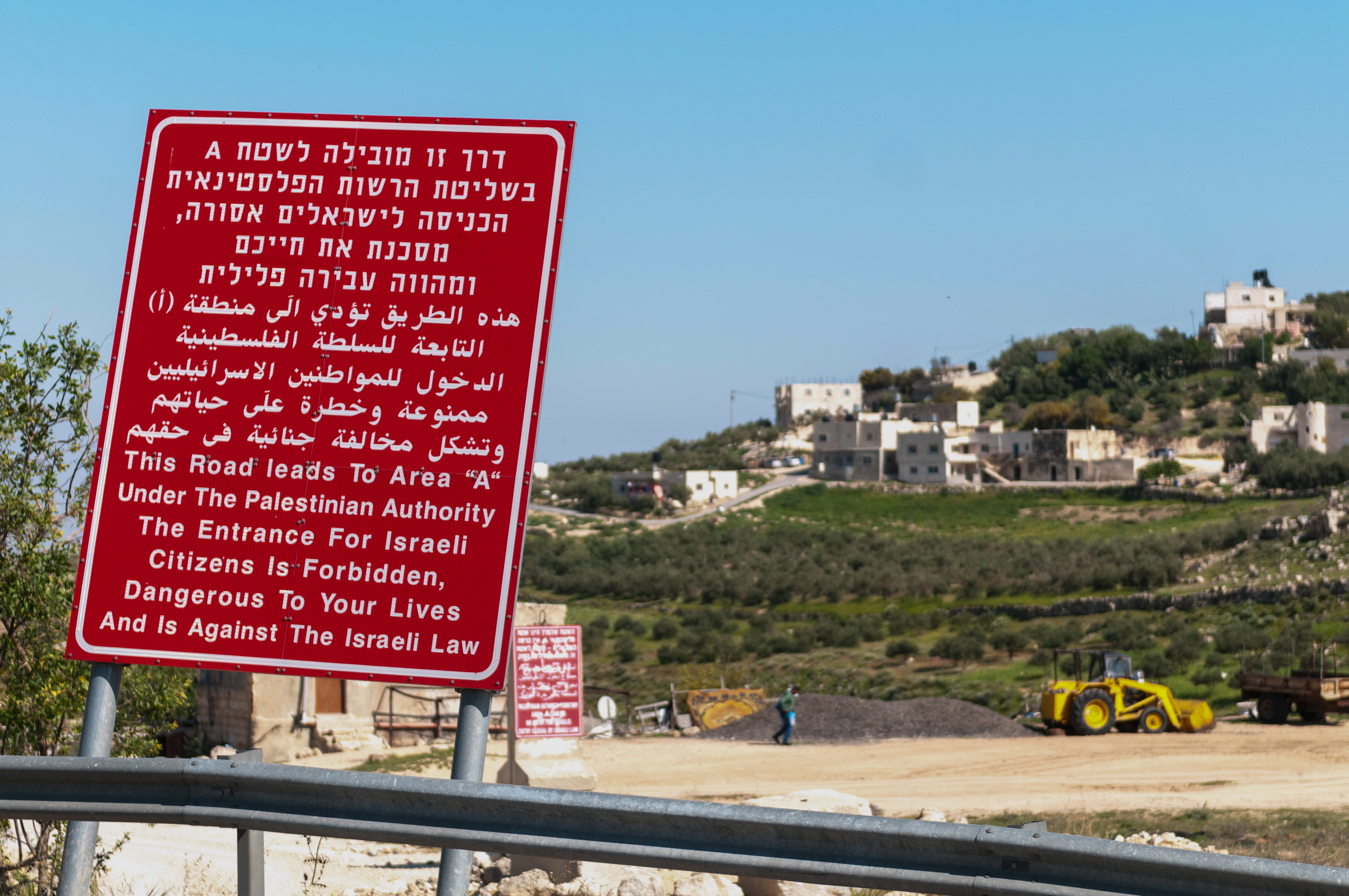
Zutrittsverbot der IDF für israelische Bürger zu Za'tara bei Bethlehem 2016

Die Politik der Autonomiebehörde zielt auf die Errichtung eines unabhängigen eigenen Staates für die palästinensischen Araber ab. Verschiedene palästinensische Gruppen verfolgen unterschiedliche Ziele in Hinblick auf das Staatsgebiet. Die PLO hofft, eines Tages einen Staat auf dem Gebiet des gesamten Westjordanlandes und in Gaza mit Jerusalem als Hauptstadt ausrufen zu können. Die Hamas hingegen beansprucht das gesamte Gebiet West-Palästinas von vor 1948, einschließlich des Staatsgebietes Israels. Auch im Hinblick auf die Ausrichtung des neuen Staates gibt es grundlegende Unterschiede. Während die aus der PLO hervorgegangene Fatah einen säkularen Staat schaffen will, strebt die von der Islamischen Republik Iran beeinflusste – selbst aber sunnitisch geprägte – Hamas einen islamistischen Gottesstaat an. Gruppen wie die linke PFLP oder DFLP setzen auf sozialistische Umwälzungen.
Der erste Entwurf einer palästinensischen Verfassung entstand 1968, der zweite im Jahr 1994, ein Jahr nach Gründung der PA im Jahr 1993, der letzte Verfassungsentwurf wurde 2003 verabschiedet. In Artikel 1 setzt sie die Grenzen des unabhängigen, souveränen Staates auf den Linien vom 4. Juni 1967 fest und macht in Artikel 5 den Islam zur Staatsreligion, unter Anerkennung des Christentums sowie aller anderen monotheistischen Religionen. Faktisch ist die christliche Minderheit mehr geduldet als anerkannt. Insbesondere im seit 2007 nicht mehr von der Autonomiebehörde kontrollierten Gazastreifen sehen sich Christen jedoch Zwangsmissionierung und anderen Übergriffen ausgesetzt. So wurden aufgrund des Papstzitates von Regensburg zahlreiche Kirchen in ganz Palästina angegriffen. 2014 wurde ein Sprengstoffanschlag gegen eine Kirche im Gazastreifen aus Rache verübt für das, was den Muslimen angeblich in Zentralafrika angetan werde. 2005 wurde die christliche Ortschaft Taybeh Ziel eines Pogroms, bei dem vierzehn Häuser niedergebrannt wurden. Eine Zuordnung von Zwischenfällen zur Religionszugehörigkeit ist durch den primär nationalen Charakter des Nahostkonfliktes schwierig, doch als im September 2014 die pro-palästinensische Journalistin Amira Hass einer besatzungskritischen Konferenz der Universität Bir Zait im Westjordanland beiwohnen wollte, musste sie das Campusgelände verlassen, da sie sich als israelische Jüdin aufgrund einer entsprechenden Rechtsnorm der Hochschule nicht dort aufhalten darf.
Die Funktionen eines Parlaments übt der Palästinensische Legislativrat aus.
Einheitlich geführte Staatsstrukturen, Verwaltung, Bildung und Gesundheitswesen fehlen teilweise noch oder werden verhindert, z. B. besteht keine Armee. Weitere noch nicht überwundene Strukturmängel sind bisher weit verbreitete Korruption, Paternalismus, mangelnde öffentliche Sicherheit, parastaatliche Strukturen, Milizen, Terroristen, Flüchtlingslager, Analphabetentum, Unterernährung, hohe Kindersterblichkeit, Verwahrlosung und hohe Arbeitslosigkeit. Es existiert eine stark entwicklungsbedürftige Infrastruktur: Bildung, Wasserversorgung/Abwasserentsorgung, Politik, Straßen, Stromversorgung, Bürgerrechte, Rechtsstaatlichkeit. Die palästinensischen Gebiete werden zu großen Teilen durch die israelische Armee militärisch verwaltet.
Am 26. Januar 2006 erzielte die Hamas bei den zweiten Parlamentswahlen in der Geschichte des Westjordanlandes (die ersten Wahlen fanden 1996 statt) die absolute Mehrheit der Sitze. Verschiedene Regierungen der Welt machen ihre Unterstützung jetzt davon abhängig, dass die Hamas der Gewalt als Mittel abschwört, die bestehenden Verträge mit der Palästinensischen Autonomiebehörde akzeptiert und das Existenzrecht Israels anerkennt.
Nach der Regierungsbildung durch die fundamental-islamische Hamas verlangten die USA die Rückgabe von Hilfsgeldern. Diese und Israel beschlossen, sämtliche Finanzhilfen und auch die von Israel für die PA erhobene Mehrwertsteuer nicht auszuzahlen; nur medizinische Versorgung und die Energieversorgung sollen aufrechterhalten werden. Die EU zeigte sich ebenfalls skeptisch gegenüber einer Hamas-geführten Regierung und macht die Auszahlung der gestoppten EU-Hilfsgelder von der Anerkennung des Staates Israel durch die Hamas abhängig, zahlte jedoch zunächst einen kleinen Teil von 121 Millionen Euro Soforthilfe zur Vermeidung eines finanziellen Zusammenbruchs der Palästinenserverwaltung. Letztendlich wurde von der EU seit der Wahl der Hamas jedoch mehr finanzielle Hilfe den palästinensischen Autonomiegebieten zur Verfügung gestellt als in den Jahren zuvor, indem diese Hilfeleistungen die Hamas umgingen und direkt investiert wurden. Von der Hamas wird verlangt, dass sie den Staat Israel anerkennt, Terrorismus und Gewalthandlungen unterlässt und einen Friedenskurs einschlägt. Die Hamas-Führung lehnt dies alles bislang ausdrücklich ab.
Auch innenpolitisch sorgte der Wahlsieg der Hamas für Spannungen unter den palästinensischen Arabern. Seit der Regierungsübernahme kam es mehrfach zu bewaffneten Auseinandersetzungen zwischen Anhängern von Hamas und Fatah. Mehrere inhaftierte Palästinenserführer beider Lager versuchten den Machtkampf zu beenden, indem sie ein politisches Grundsatzpapier verfassten, das unter anderem die Ausrufung eines Palästinenserstaates in den Grenzen von 1967 unter gleichzeitiger Anerkennung des Staates Israel beinhaltete. Dieses Grundsatzpapier wurde inzwischen in abgewandelter Form von Fatah, Hamas und PFLP unterzeichnet. Tatsächlich aber wurde dem Papier schon widersprochen, in manchen Teilen wurde es nur teilweise anerkannt. Im September 2006 haben Hamas und Fatah angekündigt, eine gemeinsame „Regierung der nationalen Einheit“ unter der Leitung von Ministerpräsident Haniyeh zu bilden. Die Verhandlungen scheiterten jedoch an der fortgesetzten Weigerung der Hamas, das Existenzrecht des Staates Israel (als jüdischen Staat) und die Grenzen von 1967 anzuerkennen.
Der Präsident der palästinensischen Autonomiebehörde Mahmud Abbas hat im September 2011 bei der Generalversammlung der Vereinten Nationen in New York den Antrag eingebracht, einen palästinensischen Staat in den Grenzen von 1967 anzuerkennen. „Israel habe die Uno-Sicherheitsratsstaaten sowie mehrere EU-Staaten davon in Kenntnis gesetzt, dass es in diesem Fall ‚eine Serie von unilateralen Schritten‘ machen werde, schreibt die israelische Tageszeitung Haaretz.“

### Präsidenten und Ministerpräsidenten
| Nr.                                                    | Name                                               | Amtsantritt                                        | Ende der Amtszeit                                  | Partei                                             |
| Präsidenten der Palästinensischen Autonomiebehörde     | Präsidenten der Palästinensischen Autonomiebehörde | Präsidenten der Palästinensischen Autonomiebehörde | Präsidenten der Palästinensischen Autonomiebehörde | Präsidenten der Palästinensischen Autonomiebehörde |
| ------------------------------------------------------ | -------------------------------------------------- | -------------------------------------------------- | -------------------------------------------------- | -------------------------------------------------- |
| 1                                                      | Jassir Arafat                                      | 5. Juli 1994                                       | 11. November 2004                                  | Fatah                                              |
| –                                                      | Rauhi Fattuh (interim)                             | 11. November 2004                                  | 15. Januar 2005                                    | Fatah                                              |
| 2                                                      | Mahmud Abbas                                       | 15. Januar 2005                                    | amtierend                                          | Fatah                                              |
| Premierminister der Palästinensischen Autonomiebehörde |                                                    |                                                    |                                                    |                                                    |
| 1                                                      | Mahmud Abbas                                       | 29. April 2003                                     | 6. September 2003                                  | Fatah                                              |
| 2                                                      | Ahmed Kurei                                        | 7. Oktober 2003                                    | 29. März 2006                                      | Fatah                                              |
| 3                                                      | Ismail Haniyya                                     | 29. März 2006                                      | 14. Juni 2007                                      | Hamas                                              |
| 4                                                      | Salam Fayyad                                       | 15. Juni 2007                                      | 6. Juni 2013                                       | Dritter Weg                                        |
| 5                                                      | Rami Hamdallah                                     | 6. Juni 2013                                       | 13. April 2019                                     | Fatah                                              |
| 6                                                      | Mohammed Schtajjeh                                 | 13. April 2019                                     | 14. März 2024                                      | Fatah                                              |
| 7                                                      | Mohammed Mustafa                                   | 14. März 2024                                      | amtierend                                          | unabhängig                                         |

Ismail Haniyya wurde am 14. Juni 2007 von Mahmud Abbas als Premierminister abgesetzt, Abbas ernannte Salam Fayyad zum neuen Premierminister. Haniyya erkannte seine Amtsenthebung allerdings nicht an und arbeitete mit seinem Kabinett im Gazastreifen weiter. (siehe auch Kampf um Gaza)
Die jeweiligen Regierungskabinette sind unter Palästinensische Autonomiebehörde aufgeführt.

### Rechtssystem

#### Strukturen
Eine Verfassung gibt es in den Autonomiegebieten nicht. Es gelten nebeneinander Rechtsnormen aus sechs verschiedenen Quellen:
- osmanisches Recht aus der Zeit vor 1918 (vor allem im Bereich Grundbuch und Landenteignung),
- britisches Mandatsrecht (z. B. die regulation 119 zur Hauszerstörung),
- jordanisches Recht aus der Zeit von 1948 bis 1967 (z. B. im Schulwesen), jedoch nur in der Westbank,
- allgemeine israelische Gesetze (z. B. Straßenverkehrsordnung) und spezielle Militärverordnungen für die besetzten Gebiete,
- religiöses Recht (Familienrechtsangelegenheiten fallen wie in Israel in die Zuständigkeit der jeweiligen Religionsgemeinschaften: Scharia, Kirchenrecht),
- Gesetze der Autonomiebehörde.

Die Autonomiebehörde kann nicht alle Gesetze abschaffen und durch eigene ersetzen, denn Israel hat ein Vetorecht gegen Neuerungen, vor allem wenn es um die Sicherheit geht. Zudem nutzt auch die PA die Existenz alter Militärverordnungen aus. So gibt es – im Unterschied zum israelischen Zivilrecht – noch immer die Todesstrafe, die unter Arafat auch einige Male durch Erschießen vollstreckt wurde. Jedes Todesurteil muss vom Präsidenten bestätigt werden. Präsident Abbas hat dies noch nie getan, jedoch werden im Gazastreifen wiederholt Personen durch die Hamas-Regierung ohne Abbas’ Zustimmung exekutiert. Zwischen 2007 und 2013 wurden 17 Personen im Gazastreifen exekutiert, auch durch Hängen. Darunter waren zumindest acht wegen Kollaboration. Der Staat Palästina hat 2019 das „Zweite Fakultativprotokoll“ zum Internationalen Pakt über bürgerliche und politische Rechte ratifiziert, das die Abschaffung der Todesstrafe vorsieht. Trotzdem wurde die Todesstrafe in den Gesetzen der Autonomiebehörde noch nicht abgeschafft. Auch die auf Palästinenser angewandten israelischen Militärverordnungen kennen noch immer die Todesstrafe. Palästinenser werden für Sicherheitsvergehen vor ein israelisches Militärgericht gestellt. Dort wurde die Todesstrafe zwar noch nie verhängt, aber schon einige Male – wenn auch nur symbolisch – beantragt.
Im Bereich des palästinensischen Strafrechtes spielt noch immer das Blutgeld eine Rolle. So haben die Angehörigen von Opfern bei der Bestrafung bzw. Wiedergutmachung ein Mitspracherecht. Bei einem Verkehrsunfall mit Personenschaden nimmt zwar die Polizei den Unfalllenker in Verwahrung, den Schadenersatz handeln jedoch die beteiligten Familien aus. Der Richter berücksichtigt dies dann in seinem Urteil und verhängt zusätzlich die Strafe (Führerscheinabnahme, Haft …).
Große Clans und Organisationen – wie die Tanzim – sind in der Lage, Druck auf Polizei und Gerichte auszuüben und damit Bestrafungen in beide Richtungen zu beeinflussen. So kamen die meisten Todesurteile in Gaza auf Druck der Straße bzw. der Opferfamilien zustande.
Die Regelung, dass familienrechtliche Angelegenheiten durch die Religionsgemeinschaften geregelt werden, erschwert z. B. die Heirat von Personen unterschiedlicher Konfession. Für römisch-katholische Ehen gibt es somit auch keine Scheidung. Im Unterschied zu Israel gibt es für Muslime nicht die Beschränkung auf die Einehe. Auf islamischen Heiratsurkunden wird oft mit einer eigenen Klausel ausdrücklich die Gültigkeit der entsprechenden israelischen Gesetzesbestimmung außer Kraft gesetzt. 2011 wurde allerdings ein Gesetz verabschiedet, das der Ehegattin ein Vetorecht gegen eine weitere Eheschließung ihres Mannes einräumt. Weibliche Jugendliche können mit vierzehneinhalb, männliche mit fünfzehneinhalb Jahren verheiratet werden. Frauen, die sich scheiden lassen wollen, müssten den Mann in flagranti beim Ehebruch ertappen und ihre Aussage, die vor Gericht kaum etwas gilt, durch unabhängige, männliche Zeugen bestätigen lassen, was in der Regel faktisch unmöglich ist. Frauen erben halb so viel wie der Mann, verzichten aber oft unter Druck der Verwandten sogar darauf. Vergewaltiger können der Bestrafung dadurch entgehen, dass sie ihre Opfer heiraten. Wenn diese dem entsprechenden Drängen ihrer Familien nicht nachgeben, werden sie nicht selten zum Opfer eines Ehrenmords durch männliche Familienmitglieder.
Das erste Grundbuch für diese Gebiete wurde von den Osmanen angelegt. Da viele Änderungen unter der britischen und jordanischen Herrschaft nicht eingetragen wurden, beruft sich Israel bei Landangelegenheiten auf diese alten Register und die Gesetze dazu. Für die Enteignung von palästinensischem Land für israelische Siedlungen und Straßen wird daher von der israelischen Zivilverwaltung im Westjordanland ein osmanisches Gesetz von 1858 angewandt. Damit kann unbebautes Land vom Staat enteignet werden.

#### Menschenrechte
Folter und andere Misshandlungen von Häftlingen waren laut Amnesty International 2016 sowohl im Westjordanland als auch im Gazastreifen nach wie vor weit verbreitet. Demnach wurden weder die palästinensische Polizei noch andere Sicherheitskräfte dafür zur Verantwortung gezogen. In beiden Gebieten zählten auch Minderjährige zu den Opfern.
Nach offiziellen Angaben sind 12 Prozent der Tötungsdelikte in der Westbank sogenannte Ehrenmorde an Frauen. Das Women’s Centre for Legal Aid and Counselling, eine palästinensische Frauenrechtsorganisation, erklärte, dass es 2018 insgesamt 29 und bis August 2019 bereits 19 Ehrenmorde an Frauen in der Westbank gegeben habe.
Die rechtliche und gesellschaftliche Lage von LGBT-Personen ist uneinheitlich und von weitreichender Diskriminierung geprägt. Im Westjordanland ist Homosexualität nicht strafbar, da das jordanische Strafgesetzbuch von 1960 keine gleichgeschlechtlichen Handlungen kriminalisiert. Im Gazastreifen hingegen ist Homosexualität gemäß dem britischen Mandatsrecht von 1936 strafbar und kann mit bis zu zehn Jahren Gefängnis geahndet werden. In beiden Gebieten herrscht ein gesellschaftliches Klima starker Ablehnung gegenüber sexueller und geschlechtlicher Vielfalt, was häufig zu sozialer Ausgrenzung, familiärem Druck, Gewalt, Erpressung und in einigen Fällen auch zu willkürlicher Verhaftung führt. LGBT-Organisationen wie AlQaws oder Aswat setzen sich für queere Palästinenser ein.
Bei der Rangliste der Pressefreiheit 2017, welche von Reporter ohne Grenzen herausgegeben wird, belegten die Palästinensischen Autonomiegebiete Platz 135 von 180 Ländern und Territorien. Die Situation der Pressefreiheit in den Autonomiegebieten wird von Reporter ohne Grenzen als „schwierig“ eingestuft, und sowohl palästinensische als auch israelische Behörden behindern eine freie Presse und Berichterstattung.
Nach einer im Oktober 2018 veröffentlichten Studie von Human Rights Watch werden friedliche Kritiker und Oppositionelle in Gefängnissen systematisch gefoltert, es gibt willkürliche Verhaftungen und Einschüchterungen. Im gleichen Jahr kritisierte Human Rights Watch auch die Verletzung der Rechte von palästinensischen Journalisten durch die Hamas und die Palästinensische Autonomiebehörde.

### Auseinandersetzungen
Mitte Dezember 2006 verschärften sich die gewaltsamen Auseinandersetzungen zwischen Anhängern der Hamas und Fatah. Regierungschef Ismail Haniyya wurde zunächst von Israel die Einreise in den Gaza-Streifen nach einem Besuch in Ägypten verweigert; als er dann doch einreisen durfte, wurde Haniyehs Wagenkolonne offenbar von Anhängern der Fatah beschossen. Am 16. Dezember 2006 reagierte Präsident Abbas auf den eskalierenden Machtkampf um die Regierungsgewalt und kündigte vorgezogene Parlaments- und Präsidentschaftswahlen an. Die regierende Hamas wies diese Ankündigung aber umgehend zurück und sprach von einem Putschversuch.
Im Februar 2007 vermittelte das saudische Königshaus zwischen der Hamas und der Fatah bei einem Treffen im saudischen Mekka ein Abkommen, das eine nationale Einheitsregierung unter Führung der Hamas hervorbrachte.
Am 14. Juni 2007 brach im Gazastreifen ein bürgerkriegsartiger Konflikt zwischen der Hamas und Fatah aus, der innerhalb von zwei Tagen zu einer vollständigen Machtübernahme der Hamas im Gazastreifen führte. Dies führte zur Auflösung der Einheitsregierung zwischen Fatah und Hamas und zur Einsetzung einer Fatah-geführten Notstandsregierung mit einigen Unabhängigen durch Präsident Abbas ohne die Hamas.
Dieser innerpalästinensische Konflikt wurde am 12. Februar 2009 von zwei in Berlin forschenden Rechtswissenschaftlern aufgegriffen. Der „Berliner Ansatz“ regt unter den schwierigen Gegebenheiten – jedenfalls vorübergehend – eine Staatenbundlösung an.

## Ausgerufene Unabhängigkeit und Anerkennung

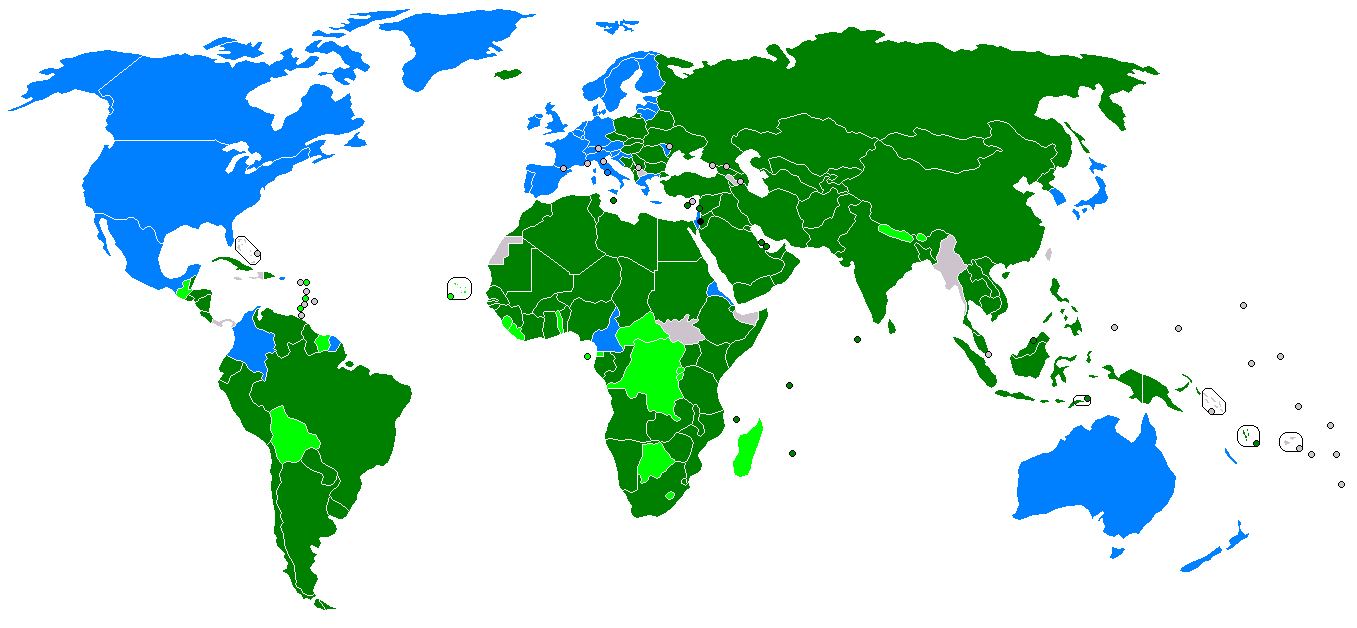
Außenbeziehungen Palästinas:
• dunkelgrün – diplomatische Beziehungen
• hellgrün – diplomatische Anerkennung
• blau – andere offizielle Beziehungen

Der Staat Palästina war noch vor der Einrichtung der Autonomiegebiete, am 15. November 1988, vom Palästinensischen Nationalrat in Algier ausgerufen worden. Dieser als Proklamation von Algier bekannte Akt hatte allerdings keine tatsächlichen Auswirkungen auf die Lage in Israel und den von ihm besetzten Gebieten, weshalb die Anerkennung der palästinensischen Unabhängigkeit durch andere Staaten vordergründig einen symbolischen Akt darstellt. Nichtsdestotrotz erkannten zum Ende des Jahres 1988 bereits 82 Staaten die Unabhängigkeit Palästinas an.

### Anerkennung durch andere Staaten
Aktuell erkennen 147 Staaten den unabhängigen Staat Palästina an, hinzu kommen der Heilige Stuhl sowie die Demokratische Arabische Republik Sahara. Während einige dieser Staaten Palästina dezidiert in den Grenzen vom 4. Juni 1967 (diese umfassen die heutigen Autonomiegebiete) anerkennen, beziehen sich andere auf die Palästinensische Unabhängigkeitserklärung, in der keine Grenzen genannt werden.
Da Palästina nach der Drei-Elemente-Lehre keine Staatsqualität hat, unterhalten viele der übrigen UN-Mitgliedsstaaten diplomatische Beziehungen mit der Palästinensischen Autonomiebehörde oder der PLO, ohne die Unabhängigkeit der Gebiete anzuerkennen. So erkennen einige europäische Staaten die palästinensischen Gebiete als autonome geopolitische Einheit und die Palästinensische Autonomiebehörde als ihre Vertretung an, nicht aber als unabhängigen Staat. Diese Länder unterhalten in vielen Fällen Beziehungen mit der Autonomiebehörde, die über Generaldelegationen oder Missionen geführt werden.
Der Deutsche Bundestag hat am 29. November 2012 eine Aufwertung der diplomatischen Beziehungen zu Palästina abgelehnt. Ein entsprechender Antrag der Partei Die Linke (17/8375) wurde bei Enthaltung von Bündnis 90/Die Grünen und gegen die Stimmen von SPD und Linke durch die Regierungsparteien abgelehnt. Auch ein Antrag vom Bündnis 90/Die Grünen (17/9981), die Zwei-Staaten-Perspektive für den israelisch-palästinensischen Konflikt zu erhalten, die Entwicklung der C-Gebiete zu fördern und Abrissverfügungen für Solaranlagen zu stoppen, wurde gegen das Votum der Opposition nicht angenommen. Ein weiterer Antrag der Grünen (17/10640), die Zwei-Staaten-Perspektive für eine friedliche Regelung des israelisch-palästinensischen Konflikts zu retten, fand ebenfalls, obwohl die Opposition geschlossen dafür stimmte, keine Mehrheit. Grundlage der Voten bildete eine Beschlussempfehlung des Auswärtigen Ausschusses (17/11452).

### Vereinte Nationen
Am 23. September 2011 beantragte Mahmud Abbas die Vollmitgliedschaft für die Gebiete als Staat bei den Vereinten Nationen. Der Antrag war bereits im Frühling desselben Jahres angekündigt worden und hatte für Aufsehen gesorgt. Vor allem die USA hatten versucht, die Palästinenser von ihrem Vorhaben abzubringen.
Um als Vollmitglied in die UNO aufgenommen zu werden, müsste der Sicherheitsrat mit einer Mehrheit von neun Stimmen und der Zustimmung aller ständigen Mitglieder die Aufnahme empfehlen. Daraufhin müsste die Generalversammlung mit einer Zweidrittelmehrheit die Aufnahme beschließen.
Am 29. November 2012 wurden die Palästinensergebiete als Beobachterstaat (non member observer state) von der Generalversammlung der Vereinten Nationen anerkannt. 138 der 193 UNO-Mitglieder stimmten für eine solche Anerkennung als Staat mit Beobachterstatus, neun dagegen und 41 enthielten sich, darunter Deutschland. Im Gegensatz zur Vollmitgliedschaft ist für den Beobachterstatus keine Zustimmung des Sicherheitsrates erforderlich.
Der Beobachterstatus hat vornehmlich symbolischen Charakter, eine Stimme haben die Palästinenser bei Abstimmungen der Generalversammlung weiterhin nicht. Die Staaten, die für einen Beobachterstatus stimmten, müssen die Palästinensergebiete zudem nicht zwangsläufig anerkennen. Durch den Beobachterstatus können die Palästinenser jedoch auf die Mitgliedschaft in UN-Unterorganisationen, eine breitere internationale Anerkennung und auch auf das erfolgreiche Anrufen des Internationalen Strafgerichtshofs in Den Haag hoffen. Die Bezeichnung als „Staat“ gilt zudem als historischer Schritt für die Palästinensergebiete.
Ob der Staat Palästina, der das Territorium der palästinensischen Autonomiegebiete als Teil des Staatsgebiets vorsieht, die Kriterien eines Staates überhaupt erfüllt, gilt unter Staatsrechtlern als umstritten. Dem Vorhaben einer Erlangung voller staatlicher Souveränität gegen den Willen Israels stand Ministerpräsident Salam Fayyad 2011 anders als Abbas eher skeptisch gegenüber. Zur Erlangung der Unabhängigkeit Palästinas setzt er darauf, diese zuerst durch Konsolidierung von Zivilgesellschaft und Wirtschaft unausweichlich zu machen. Er sagte, eine Anerkennung werde nichts an der Realität der israelischen Besetzung ändern.
Bei einer Abstimmung des Sicherheitsrates im April 2024 scheiterte der Antrag Palästinas auf volle UN-Mitgliedschaft am Veto der USA. Zwölf Mitgliedsländer stimmten für die Resolution, die Schweiz und Großbritannien enthielten sich, die USA stimmten als einziges Land dagegen. Die amerikanische Regierung vertrat dabei die Meinung, die Anerkennung einer UN-Vollmitgliedschaft Palästinas solle erst nach einer Einigung mit Israel auf eine Zweistaatenlösung erfolgen.

## Sicherheitskräfte
Zu den Sicherheitskräften zählen mehrere Verbände:
- Präsidentengarde: Die Elitetruppe des Präsidenten und Fatah-Chefs Mahmud Abbas zählt zwischen 4200 und 5000 Mann (Stand: Juni 2007). Die gut ausgebildete und ausgerüstete Truppe erhält direkte Unterstützung aus den USA.
- Nationale Sicherheitskräfte: Die insgesamt 30.000 Mann werden ebenfalls vom Präsidenten befehligt und gelten als die Armee der Palästinenser. Dazu gehören ein Militärischer Geheimdienst, die Küstenwache und die Elitetruppe „Force 17“.
- Polizei: Die 30.000 Polizisten unterstehen nominell dem Innenministerium, werden jedoch von Fatah-Anhängern dominiert.
- Allgemeiner Geheimdienst (Preventive Security Service): Er zählt 5000 Mann und untersteht dem Präsidenten.

Bewaffnete Organe unter direkter Kontrolle der regierenden Fatah sind die al-Aqsa-Märtyrerbrigaden und eine derzeit noch im Aufbau befindliche Spezialtruppe als Gegengewicht zu den vor allem im Gazastreifen dominierenden Kassam-Brigaden der Hamas. Daneben haben sowohl die PFLP mit den Abu-Ali-Mustafa-Brigaden als auch etwa der palästinensische Islamische Dschihad eigene militärische Kräfte.
Sicherheitskräfte dürfen sich nur in der Zone A frei bewegen, in der Zone B dürfen Polizisten nur in palästinensischen Angelegenheiten ermitteln, für das Durchqueren der Zone C, z. B. um an einen Einsatzort in einer anderen Zone A zu kommen, ist eine Koordination mit den Israelis erforderlich. Laut Oslo-Verträgen ist den israelischen Soldaten und Polizisten der Zutritt zu A-Gebieten nur mit Koordination oder bei Gefahr in Verzug gestattet. Seit der Zweiten Intifada halten sie sich jedoch nicht mehr an diese Regelung. Vor allem in der Nacht werden immer wieder Verdächtige durch die Armee oder Grenzpolizei aus ihren Häusern heraus festgenommen. Oft werden dabei als Araber verkleidete Einheiten in Autos mit palästinensischen Tarnkennzeichen verwendet. In manchen Fällen wird die Palästinenserpolizei nur deswegen vorgewarnt, damit sie sich von dort fernhält.

## Verwaltung

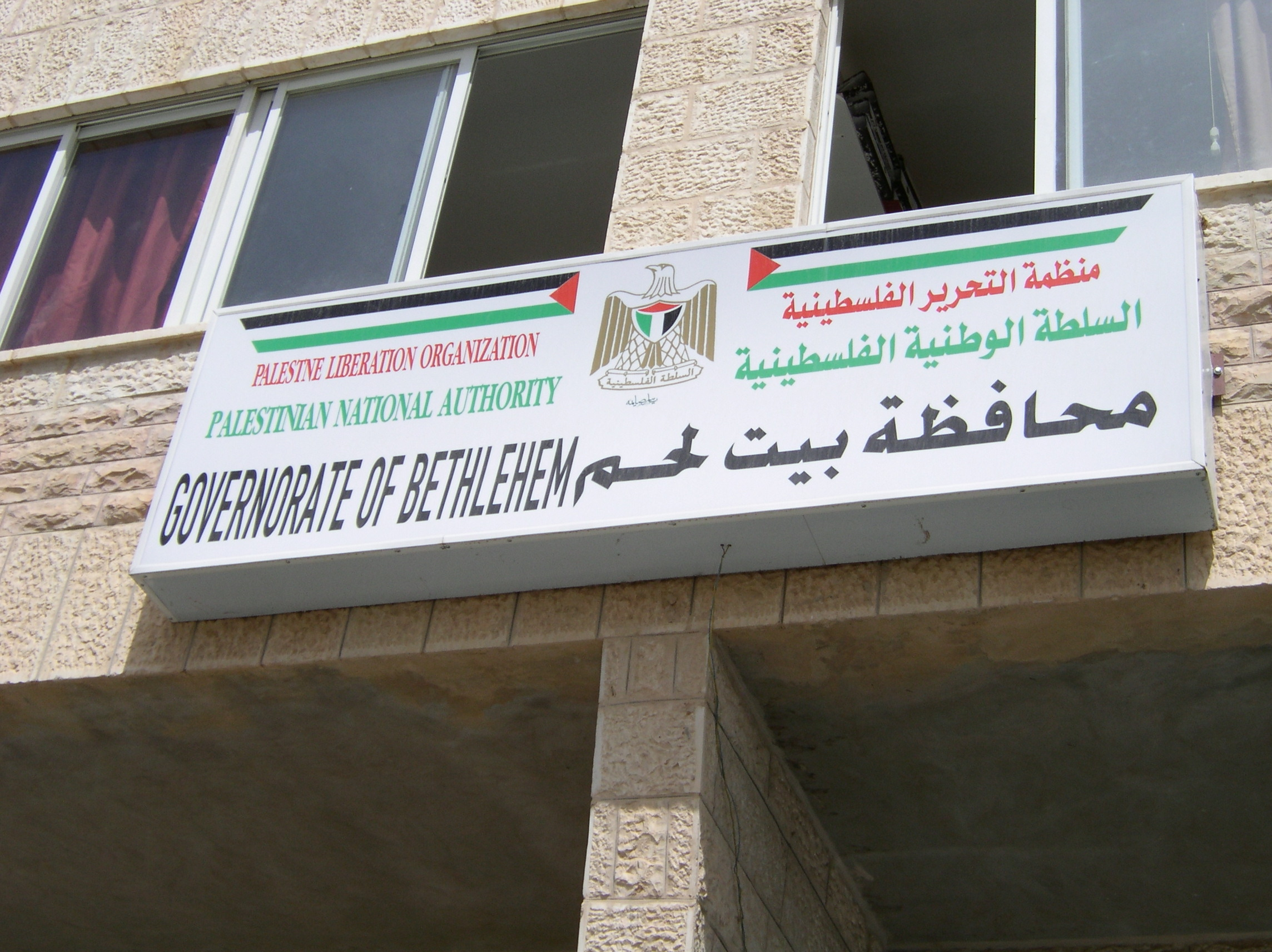
Hauptsitz des Gouvernements Bethlehem

Die Autonomiebehörde darf alle Entscheidungen, die die Zone A betreffen, allein treffen, solche für die Zone B teilweise nur mit Erlaubnis der Israelis (z. B. Baugenehmigungen). Die Ausstellung von Personalausweisen erfolgt zwar auf palästinensischen Ämtern, die Vergabe und der Widerruf der Identifikationsnummer aber durch Israel. Auf Basis der ID darf am Passamt ein palästinensischer Reisepass ausgestellt werden (fünf Jahre gültig), an der Grenze gültig ist er jedoch erst, wenn die Passdaten an das israelische Innenministerium übermittelt wurden. Immer wieder kommt es vor, dass dies bei einer Ausreise mit einem neuen Pass noch nicht der Fall ist und der Reisende an der Grenze (Allenby-Brücke) zurückgewiesen wird. Pässe können auch nicht durch die diplomatischen Vertretungen im Ausland erneuert werden.

Die Gebiete sind in 16 Gouvernements (davon fünf im Gazastreifen, der Rest im Westjordanland) unterteilt, die eine eigene Verwaltungseinheit darstellen.
| Gouvernement         | Fläche (km²) | Einwohner (2020) | Einw./ km² |
| -------------------- | ------------ | ---------------- | ---------- |
|                      |              |                  |            |
| Dschenin             | 583          | 332.050          | 570        |
| Tubas                | 402          | 64.507           | 160        |
| Tulkarm              | 246          | 195.341          | 794        |
| Nablus               | 605          | 407.754          | 674        |
| Qalqilya             | 166          | 119.042          | 720        |
| Salfit               | 204          | 80.225           | 395        |
| Ramallah und al-Bira | 855          | 347.818          | 407        |
| Jericho              | 593          | 52.355           | 88         |
| Jerusalem            | 345          | 461.666          | 1340       |
| Bethlehem            | 659          | 229.884          | 349        |
| Hebron               | 997          | 762.541          | 764        |
| Westjordanland       | 5655         | 3.053.183        | 540        |
|                      |              |                  |            |
| Nordgaza             | 61           | 403.457          | 6610       |
| Gaza                 | 74           | 695.967          | 9400       |
| Dair al-Balah        | 58           | 294.260          | 5070       |
| Chan Yunis           | 108          | 401.582          | 3720       |
| Rafah                | 64           | 252.703          | 3950       |
| Gazastreifen         | 365          | 2.047.969        | 5610       |

Die folgende Liste enthält eine Übersicht über die größten Städte in den palästinensischen Autonomiegebieten, die eine Teilfläche des israelisch besetzten Westjordanlandes und des Gazastreifens umfassen:
- Al-Bireh (arabisch البيرة)
- Bait Dschala (بيت جالا)
- Bait Hanun (بيت حانون)
- Beitunia (arabisch بيتونيا)
- Bethlehem (arabisch بيت لحم Bait Lahm)
- Bir Zait (بير زيت)
- Deir Al-Balah (دير البلح)
- Gaza (غزة)
- Hebron (الخليل al-Chalīl)
- Dschenin (جنين)
- Jericho (أريحا Arīhā)
- Chan Yunis (خان يونس)
- Nablus (نابلس)
- Qalqiliya (قلقيلية)
- Rafah (رفح)
- Ramallah (رام الله)
- Tubas (طوباس)
- Tulkarem (طول كرم)
- Zababdeh (الزبابدة az-Zabābda)

In Planung bzw. Bau befindlich:
- Rawabi (روابي)

## Wirtschaft
Durch die Besatzung 1967 gewann Israel nicht nur Land, sondern auch ein Absatzgebiet für seine Produkte. 75 Prozent der Waren werden heute aus Israel importiert, 90 Prozent dorthin exportiert. Sämtliche Importe gehen über israelische Grenzen und müssen israelischen Bestimmungen entsprechen. Die Palästinenser sind auch heute noch nach den USA das zweitwichtigste Export-„Land“ für die israelische Wirtschaft. Mit sechs Prozent ist der Anteil größer als das israelische Handelsvolumen mit Italien und Frankreich zusammen. Zudem besteht für Israel die Möglichkeit, hier Produkte zweiter Wahl zu verkaufen, die nicht in andere Länder exportiert werden können.
Das Bruttoinlandsprodukt (BIP) der Autonomiegebiete betrug im Jahr 2014 12,74 Milliarden US-Dollar. Das Bruttoinlandsprodukt pro Kopf betrug im selben Jahr 2.960 US-Dollar. 2013 waren es noch 2.992 US-Dollar. Die Wirtschaft schrumpfte 2014 um 0,4 Prozent. Die Arbeitslosigkeit lag bei 16 Prozent im Westjordanland und bei 45 Prozent in Gaza.
Im Jahr 2012 bezogen die Palästinenser Waren im Wert von 16,4 Mrd. ILS, 2009 waren es noch 11,8 Mrd. Der Handelsüberschuss betrug 9,1 Mrd. bzw. 6,4 Mrd., wobei auf der Gegenseite die Löhne für in Israel arbeitende Palästinenser mit 4,3 Mrd. abfallen. Ein Grund für dieses Handelsdefizit mit Israel ist, dass der Kunde in vielen Bereichen lieber israelische Qualitätsprodukte als aus arabischen Staaten importierte Ware kauft.
Waren die Palästinenser anfangs willkommene billige Arbeitskräfte, vor allem am Bau und in Fabriken, gibt es seit der ersten Intifada immer weniger Arbeitserlaubnisse für Palästinenser in Israel und in jüdischen Siedlungen. Die Zahl sank von 180.000 (1987) auf 7.500 (2002) und lag im Jahr 2004 bei 33.000. Inzwischen wurden viele Palästinenser durch Rumänen, Ost- und Südostasiaten ersetzt. Im April 2010 erließ die Autonomiebehörde ein Gesetz, das die Arbeit in Siedlungen verbietet. Mangels alternativer Beschäftigungsmöglichkeiten kann dieses Gesetz aber nicht vollzogen werden.
Das landwirtschaftliche Hauptprodukt ist Olivenöl, auf dessen Basis die traditionelle Nabulsi-Seife hergestellt wird. 45 Prozent der Agrarflächen sind mit geschätzten 10 Millionen Olivenbäumen bepflanzt. Dies ergibt 128.000 Tonnen Oliven, die zu 90 Prozent zu Öl verarbeitet werden (32.000 Tonnen). Behindert wird dieser Wirtschaftszweig durch Enteignung und Abholzung aus „Sicherheitsgründen“. Zudem wird die Ernte von Siedlern immer wieder behindert, so dass nun die Olivenpflücker sogar von der israelischen Armee geschützt werden müssen. Die Straßensperren und der „Sicherheitszaun“ behindern den Zugang zu den Feldern und zu den Märkten. Auf Druck der USA reduzierte die Armee im Juni 2009 die Anzahl der Straßensperren im Westjordanland von 35 auf zehn, um die Wirtschaft zu verbessern.
Es gibt nur kleine Produktionsbetriebe und einige größere von Israelis betriebene Werke an den Grenzen. Viele Investoren, die ab 1996 ins Land gekommen sind, haben sich wegen der Zweiten Intifada wieder zurückgezogen. Durch die Kampfhandlungen wurden auch viele EU-Investitionen in Mitleidenschaft gezogen. Die komplizierten und blockierten Transportwege behindern die Wirtschaft stark. So ist die textile Lohnarbeit für israelische Unternehmen im Gazastreifen wegen der Abriegelung durch Israel vollständig zum Erliegen gekommen.
Nach dem Abzug der Israelis aus dem Gazastreifen wurden viele Glashäuser (Blumen, Erdbeeren) von den Palästinensern übernommen. Doch momentan ist der Export von Agrarprodukten wegen der langen Transportzeiten unmöglich. Über die Allenby-Brücke funktioniert der Warenaustausch zwischen dem Westjordanland und Jordanien jedoch gut.
In kleinen Familienbetrieben werden Textilien (Gaza), Lederwaren und Keramik (Hebron) produziert. Importe aus China haben auch hier großen Schaden angerichtet. Inzwischen werden schon Waren im Wert von 2 Mrd. USD importiert.
Ein boomender Wirtschaftszweig ist im Moment die Bauwirtschaft (Bauhauptgewerbe). Überall werden Neubauten errichtet, vor allem finanziert mit Mitteln ausgewanderter Palästinenser. Die zuvor in Israel tätigen Bauarbeiter sind nun auf Arbeit angewiesen und damit günstiger als früher. Zement und Steine (Raum Bethlehem) werden selbst produziert und auch exportiert. Die Produktion der Steinbrüche machte im Jahr 2007 25 Prozent des gesamten Produktionsvolumens und vier Prozent des Bruttonationalprodukts aus. Das größte Projekt im Privatsektor ist die in Bau befindliche neue Stadt Rawabi. Es wurde auf der Palestine Investment Conference initiiert.
Im Pariser Protokoll von 1994 wurde die wirtschaftliche Verbundenheit mit Israel vertraglich festgehalten. Demnach müssen sämtliche Handelsbeziehungen über Israel laufen und Steuerregelungen übernommen werden. Damit wurde die am 1. September 2012 erfolgte Erhöhung der Mehrwertsteuer in Israel auch in den Autonomiegebieten schlagend. Unmöglich ist dadurch auch der direkte Bezug von günstigerem Treibstoff oder Gas aus arabischen Ländern. Diese Preisbindung an Israel führte Anfang September 2012 zu ersten Protesten gegen die Autonomiebehörde, die daraufhin Israel bat, das Protokoll zu überdenken.
2018 haben die Ausfuhren aus den palästinensischen Autonomiegebieten erstmals den Wert von einer Milliarde Dollar überschritten.

### Tourismus
Die Tourismusindustrie (Bethlehem und Jericho) lag nach der Zweiten Intifada so darnieder, dass viele für das Jahr 2000 neu errichtete Hotels wieder geschlossen sind. Während zuvor viele Reisegruppen statt in Jerusalem lieber im billigeren Bethlehem übernachtet haben, macht jetzt der Grenzübergang zwischen den zwei Städten sogar einen kurzen Nachmittagsausflug zur Geburtskirche zu einer umständlichen Angelegenheit. Das abgeriegelte Jericho wurde so gut wie gar nicht mehr besucht. Erst seit 2006 erholt sich der Sektor wieder.

### Finanzwirtschaft

#### Börse
Die 1955 gegründete palästinensische Börse (PEX), bei der mit Stand von Oktober 2018 im Al-Quds-Index 48 Unternehmen notiert waren, befindet sich in Nablus.

#### Staatsfonds
Palästina investiert über seinen Staatsfonds, den Palestine Investment Fund um das Vermögen für künftige Generationen zu sichern und zu mehren.

### Währung
Da es keine eigene Währung gibt, sind auch die Banken im israelischen Bankensystem fest verankert (Bankleitzahlen, Zahlungsverkehr). Selbst der regelmäßige Austausch der alten Geldscheine im Gazastreifen durch die israelische Nationalbank wird trotz der Blockade abgewickelt. Die Auflösung der Zoll- und Währungsunion mit Israel wird zwar von radikalen Palästinenser-Organisationen gefordert, hätte aber für die ohnehin angeschlagene Wirtschaft in Gaza und Westjordanland katastrophale Folgen und wurde daher von der Autonomiebehörde in den ersten Jahren abgelehnt. Seit Mai 2010 gibt es jedoch Pläne für eine eigene Währung nach der Unabhängigkeit, die Pfund (wie 1927 bis 1950, vgl. Palästina-Pfund) heißen soll. Als Zweitwährung (für Brief- und Stempelmarken, Vorschreibung von Abgaben, Brautpreis, …) ist der jordanische Dinar in Verwendung. Da dieser in den letzten Jahren ähnlich stabil wie der Schekel war, ist der Unterschied nicht relevant. Verträge werden manchmal auch in US-Dollar geschlossen. Die wenigen Bankautomaten, die auch mit europäischen Karten funktionieren (in Ramallah: HSBC und Palestine Bank), bieten sogar eine Wahlmöglichkeit für die Währung.
Es gibt zwar eine eigene palästinensische Währungsbehörde PMA (Palestine Monetary Authority), diese hat jedoch nicht die Möglichkeiten einer Nationalbank. Gemäß Pariser Protokoll von 1994 dürfen palästinensische Banken daher ihre Geldreserven auf Konten in israelischen Banken einzahlen und in Fremdwährungen konvertieren. Diese Transaktionen hatten ein monatliches Volumen von 300 Mio. Schekel, bis Israel ihnen im Mai 2014 nach der „Versöhnung“ der Fatah mit der Hamas Schekeltransaktionen mit israelischen Banken verbot.
Seit Einrichtung der Autonomiebehörde 1993 flossen etwa 10 Milliarden Dollar an internationalen Hilfsgeldern ins Land. Die EU war mit rund zwei Milliarden Euro in den vergangenen zehn Jahren der größte Geldgeber der palästinensischen Autonomiegebiete.
Vorwürfen, wonach Hilfsgelder der EU missverwendet wurden, wurde seitens des europäischen Amtes für Betrugsbekämpfung (OLAF) nachgegangen. Nach dem Abschlussbericht waren auf Grund der verfügbaren Daten keine Hinweise darauf erkennbar, dass EU-Gelder für Finanzierung von bewaffneten Angriffen oder „unrechtmäßigen Aktivitäten“ verwendet wurden. Allerdings weist der Bericht auch darauf hin, dass der Missbrauch von Hilfsgeldern nicht völlig ausgeschlossen werden kann, da die „internen und externen“ Kontrollmechanismen der palästinensischen Autonomiebehörde „unterentwickelt“ seien.

## Infrastruktur
Die Infrastruktur ist unterentwickelt. Wirtschafts-, Sozial- und Verkehrsentwicklung leiden unter dem fehlenden territorialen Zusammenhang zwischen den einzelnen Städten und Kreisen in den palästinensischen Gebieten.
Die israelischen Sicherheitsmaßnahmen, Kontrollen und Prozeduren des israelischen Militärs, die mangelhaften öffentlichen Dienstleistungen der Verwaltung, die allgemein relativ gering entwickelte Infrastruktur, konstante Umweltverschmutzung und die geringe Rechtssicherheit hemmen die wirtschaftliche Entwicklung zusätzlich.

### Verkehrswesen
In den palästinensischen Gebieten gibt es heute weder Eisen- noch Autobahnen.
Eisenbahn
Zur britischen Mandatszeit bestand die küstennahe Sinai-Bahn als Verbindung zwischen dem heutigen Israel und Ägypten. Die Trasse ist im Gazastreifen noch vorhanden, es gibt auch eine palästinensische Eisenbahnverwaltung, der Betrieb ist jedoch eingestellt. Siehe dazu: Eisenbahn im Gazastreifen.
Von der 1911 bis 1912 errichteten Bahnlinie von Afula über Dschenin nach Nablus gibt es nur mehr das Empfangsgebäude in Nablus. Die Verbindung von Afula nach Dschenin soll wieder errichtet werden.
Straßen
Das hochrangige Straßennetz, das das Westjordanland durchquert, dient vor allem den Siedlern und ist momentan größtenteils für den palästinensischen Individualverkehr gesperrt.
- Straße 1: Jerusalem – Jericho (für alle offen)
- Straße 60: Beʾer Scheva – Hebron – Jerusalem – Nablus – Dschenin – Afula (geht nicht mehr durch Ramallah und Bethlehem)
- Straße 90: Jordantal (führt nicht mehr durch Jericho)
- Straße 443: Modiʿin – Jerusalem

Die anderen, für Siedler nicht wichtigen Straßen wurden vernachlässigt und erst von der Autonomiebehörde, finanziert durch die Weltbank, erneuert, aber in der Zweiten Intifada wieder schwer beschädigt. Während sämtliche jüdischen Siedlungen durch eigene „sichere Straßen“ erreichbar sind, wurden einige palästinensische Orte durch Aufschüttung von Erdwällen von den Hauptstraßen abgeschnitten.
Im Gazastreifen gab es zuletzt ein komplett getrenntes Straßensystem für Siedler, damit diese nicht mit den Palästinensern in Berührung kamen. An Kreuzungen wurde der palästinensische Verkehr zu Gunsten der Israelis oft lange gestoppt. Seit dem Abzug fallen alle diese Behinderungen weg.
Während Taxis ziemlich neu sind, war der private Fuhrpark großteils sehr veraltet. Nachdem die Autonomiebehörde nun selbst für den Autoimport zuständig ist, ist der Kauf israelischer Gebrauchtwagen, der früher die Regel war, nicht mehr möglich. Jetzt ist nur mehr der Import neuer bzw. fast neuer Fahrzeuge möglich (wie in Israel). Dies führt nun zusehends zu einer Modernisierung des Fahrzeugbestandes. Die Kfz-Verwaltung obliegt der Autonomiebehörde (Vergabe der Kennzeichen, Besteuerung, technische Kontrollen, Haftpflichtversicherung), die Daten sind jedoch den Israelis zu übermitteln. Die Führerscheine entsprechen der israelischen und damit auch der europäischen Klasseneinteilung. Sie werden im modernen Scheckkartenformat ausgegeben. Die Prüfungen erfolgen nach israelischen Vorgaben am Computer.
Der öffentliche Verkehr wird mit Autobussen und Sammeltaxis abgewickelt. Palästinensischen Fahrzeugen ist die Einfahrt nach Israel und Ostjerusalem nicht mehr erlaubt.
Luftverkehr
Der einzige palästinensische Flughafen Yasser Arafat bei Rafah (Code GZA) im Gazastreifen wurde von der israelischen Armee im Januar 2002 unbrauchbar gemacht. Der ehemalige jordanische Flughafen Kalandia bei Ramallah wird von Israel unter dem Namen Flughafen Atarot-Jerusalem (Code JRS) beansprucht, ist aber seit 2001 aus Sicherheitsgründen gesperrt. Palästinensern ist die Benutzung des Flughafens Ben Gurion (TLV) nicht mehr erlaubt. Bewohner des Westjordanlandes müssen ihre Auslandsflüge vom jordanischen Königin-Alia-Flughafen (AMM) machen. Für die An- und Abreise über die Allenby-Brücke geht meist je ein Reisetag verloren. Bei den Friedensverhandlungen wurde deshalb vorgeschlagen, Kalandia den Palästinensern zu überlassen bzw. dort einen eigenen Ausgang ins Autonomiegebiet zu machen, damit direkte Auslandsflüge für Palästinenser möglich sind.
Seeverkehr
Der Bau eines Seehafens bei Gaza wurde begonnen, aber wegen der aktuellen Blockadepolitik Israels bleiben auch die Seewege gesperrt.
Sichere Passage
Das Hauptproblem ist neben der fehlenden Freiheit, nach Belieben das Land verlassen zu können, die Unmöglichkeit, zwischen dem Westjordanland und dem Gazastreifen reisen zu können. Auch mit dem Umweg über Ägypten und Jordanien ist es einem Palästinenser nicht einfach erlaubt, in den jeweils anderen Teil zu reisen. Angestrebt wird eine Verkehrsverbindung, die es den Palästinensern ermöglicht, ohne Grenzkontrolle frei zwischen den zwei Landesteilen zu reisen. Für diese „sichere Passage“, die in den Oslo-Verträgen zugesagt wurde, gibt es verschiedene Ideen:
- Bewachte Bus- und LKW-Konvois: Diese Lösung wurde 1999/2000 zwischen Erez und Turkamiye im Gouvernement Hebron realisiert. Eine weitere Verbindung zwischen Erez und dem Gouvernement Ramallah/Al-Bireh scheiterte an der Festlegung des genauen Endpunktes. Die Zweite Intifada beendete das Projekt.
- Korridorzug: Diese Lösung wird von Israel angestrebt, ist aber teuer und kompliziert. Sie erlaubt aber den Israelis wegen des Umladevorganges die komplette Kontrolle über Personen und Waren.
- Autobahn: Wie einst die Bundesdeutschen durch die DDR nach West-Berlin, könnte man auf einer z. B. auf Stelzen oder als Tunnel errichteten Straße mit dem eigenen PKW durch Israel fahren. Bei den aktuellen Friedensverhandlungen ist diese Lösung ein Thema.

### Telekommunikation
Das palästinensische Unternehmen Paltel (al-Intisalat) hat das Telefonnetz der israelischen Bezeq übernommen und in kurzer Zeit voll digitalisiert und ausgebaut. Obwohl es nun eine eigene palästinensische Vorwahl +970 gibt, sind die Netze nummernmäßig nicht getrennt. Aus Israel benötigt man keine besondere Vorwahl. So benutzen Bethlehem, Jerusalem und Ramallah die Ortkennziffer 02, obwohl ein Telefonat zwischen diesen Städten nun kein Ortsgespräch mehr ist. Alle Nummern sind aus dem Ausland auch mit der israelischen Vorwahl +972 erreichbar. Trotz dieses Umstands erkennen die meisten Telefonanbieter das tatsächliche Anrufsziel und verrechnen für Palästina höhere Gebühren als für Israel.
Festnetz
Ortskennziffern:
- 02: Ramallah, Jericho, Jerusalem, Bethlehem, Hebron
- 04: Jenin
- 09: Nablus, Tulkarem, Salfit, Tubas, Qalqilia
- 08: Gazastreifen

Alle palästinensischen Festnetznummern beginnen zudem seit dem Jahr 2000 mit 2, die zweite Stelle ist dann einer Zone zugeordnet. Somit beinhaltet jede Nummer quasi eine zweite Ortskennziffer: z. B. (02) 29… für Ramallah, (02) 27… für Bethlehem.
Internet
Der Ausbau von ADSL wird zurzeit forciert, auch wenn die Standardgeschwindigkeit anfangs nur 128 KB/s betrug. Mit einer Modem-Einwahlnummer und einem anonymen Login stand am Beginn das Internet jedermann offen. Heute ist ADSL in den meisten Haushalten verfügbar.
Mobilfunk
Das Tochterunternehmen Palcel betreibt mit Jawwal das erste GSM-Netz (Vorwahl 059), am 1. November 2009 kam ein zweites Netz des kuwaitischen Unternehmens Wataniya (Vorwahl 056) dazu. Jawwal ist so eng mit dem israelischen Netz verbunden, dass netzintern die palästinensische Vorwahl +970 jahrelang nicht funktionierte. Durch Sender in den jüdischen Siedlungen machten israelische Mobilfunkanbieter (Pelephone, Cellcom, Orange) den Palästinensern Konkurrenz, ihre Wertkarten waren überall erhältlich. So bedienten diese Unternehmen bis 2010 30 Prozent des Marktes, ohne der Autonomiebehörde dafür Steuern oder Lizenzgebühren zu bezahlen. Im April 2010 erließ daher die Autonomiebehörde ein Verbot für den Vertrieb von Verträgen und Wertkarten israelischer Anbieter in ihrem Gebiet. Da diesen Produkten nun die Beschlagnahme droht, werden sie nur mehr unter der Hand verkauft. Früher betrieben sie gezielt Werbung. Die Netzabdeckung dieser Anbieter ist in den palästinensischen Ballungsräumen nicht so gut, ist aber auch in Israel und Ost-Jerusalem gegeben. Durch die jetzigen Reisebeschränkungen ist dieser Vorteil aber weitgehend weggefallen. Jawwal durfte im Gegenzug aber keinen Sender in Israel und in den Area-C-Gebieten errichten. Da die Oberhoheit über die Frequenzen bei Israel liegt, werden die israelischen Netze bevorzugt. So hat Jawwal seit 1996 mit einem Frequenzbereich von 4,8 MHz für heute 1,5 Mio. Kunden auszukommen, während Cellcom 37 MHz für ihre 3,2 Mio. Kunden zur Verfügung stehen. Für Wataniya wurden erst im Herbst 2009 3,8 MHz freigegeben, obwohl das Unternehmen auch „nur“ 4,8 MHz bis 1. Januar 2009 hätte erhalten sollen. Dies war mit Israel in einem Vertrag unter der Leitung von Tony Blair im Mai 2008 vereinbart worden. Zudem wurden technische Anlagen beim Import durch den israelischen Zoll monatelang aufgehalten (Sendestationen sechs bis 18 Monate). Dadurch konnte der offizielle Start erst im November 2009 erfolgen. Lange konnten die palästinensischen Anbieter daher keine 3G-Dienste anbieten. Erst am 19. November 2015, neun Jahre nach der 3G-Einführung in Israel, wurden den Palästinensern 3G- und 4G-Frequenzen zugestanden. Ende März 2016 gab die Weltbank bekannt, dass die Einschränkungen bei den Frequenzen und dem Import von technischer Ausrüstung dem palästinensischen Mobilfunksektor in den letzten drei Jahren einen Gewinnentgang von einer Mrd. US-Dollar verursachten. Zudem konnte dadurch Wataniya noch immer kein Netz im Gasastreifen aufbauen, was dort den Wettbewerb verhindere. Erst 2018 konnte man erstmals bei den beiden Mobilfunkanbietern mobiles Internet nach 3G-Standard verwenden. 2019 wurde Wataniya in Ooredoo umbenannt.

### Postwesen
Die palästinensische Post hat Postämter der israelischen Armee übernommen und seit 1995 die Anzahl der Ämter mehr als verdoppelt; sie modernisiert laufend die Struktur und das Produktangebot. Es gibt eigene Briefmarken, die in der Währung Fils (1 Palästinensischer Dinar = 1000 Fils) ihre Nominale tragen, aber in israelischen Schekel verkauft werden (fester Wechselkurs: 1 Dinar = 6 Shekel). Nachdem in den Jahren 1994 bis 2001 viele Marken herausgegeben wurden, die zumeist von der Bundesdruckerei Berlin produziert wurden, gab es über mehrere Jahre kaum Neuerscheinungen. Seit 2009 erscheinen, getrennt für das Westjordanland (Druck in Tunesien oder Bahrain) und den Gaza-Streifen (Druck lokal), wieder vermehrt Ausgaben.
Der Versand ins Ausland läuft ausschließlich über Israel und dauert sehr lange, da die Poststücke zur Überprüfung zu speziellen „Sortieranlagen“ gebracht werden, Zensur und Schikanen sind, auch beim Austausch der Post innerhalb der Autonomiegebiete, an der Tagesordnung. Es gibt intensive Bemühungen, von Israel unabhängige Wege für die Post ins Ausland zu finden.
Der Postversand in den Gazastreifen wurde von Israel 2007 eingestellt. 2015 wurde er wieder aufgenommen, um ein Jahr später wieder eingestellt zu werden, da Gegenstände gesandt wurden, die von Israel verboten wurden. Diese wurden aber wegen der rigorosen Kontrolle jedes Paketes mit Röntgengeräten jedoch alle erkannt und konfisziert.

### Wasser

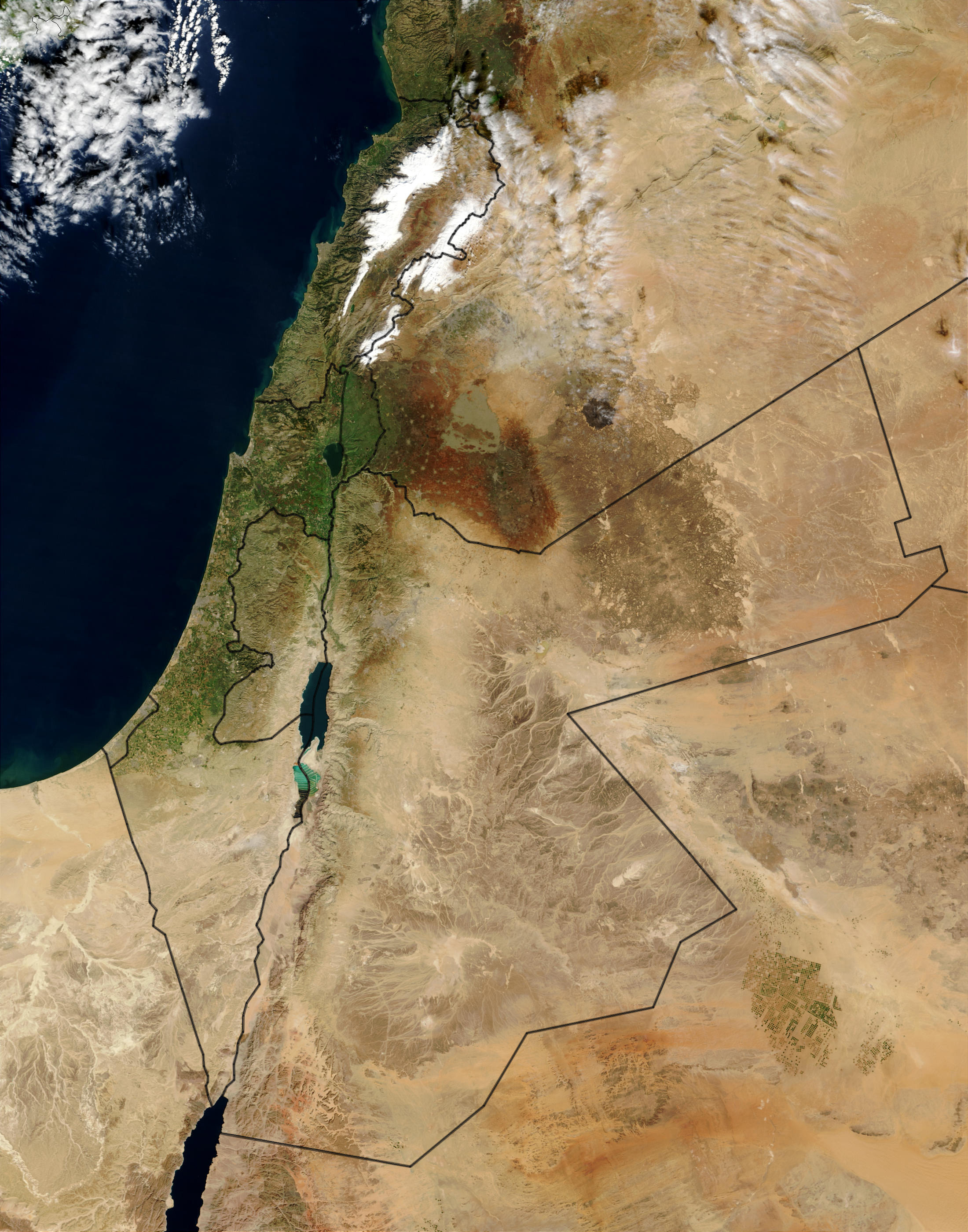
Satellitenbild Palästinas 2003

Der Nahe Osten gehört zu den wasserärmsten Regionen der Welt. Neben dem unteren Jordan-Fluss ist das Grundwasser eine wichtige natürliche Ressource im Westjordanland. Die Kontrolle der Wasservorkommen in den palästinensischen Autonomiegebieten wird seit 1967 durch die israelische Militärbehörde wahrgenommen, obwohl nach dem Oslo-Abkommen den Palästinensern 1995 die Gründung einer eigenen Wasserbehörde gestattet wurde. Bis heute bedarf der Neubau von Brunnen einer israelischen Genehmigung, die den palästinensischen Gemeinden allerdings nur selten und dann auch nur zum Zwecke der Trinkwassergewinnung erteilt wird. Die Tiefe palästinensischer Brunnen ist seitens der israelischen Militärbehörde beschränkt, für Brunnen innerhalb der israelischen Siedlungen gibt es hingegen keine Beschränkung. Daher ist illegaler Brunnenbau nicht unüblich. Im Bereich der bewässerten Landwirtschaft konnten sich die Palästinenser im Westjordanland seit 1967 nicht weiterentwickeln. Laut internationaler Vereinbarung steht den Autonomiegebieten Zugang zum Grundwasserhorizont und dem Jordan zu. Seit 2002 besteht mit finanzieller Hilfe von Oxfam und UNICEF das nichtstaatliche Water, Sanitation and Hygiene Monitoring Program (WaSH MP) zur Verbesserung der Wasserversorgung.
Laut Abkommen von 1995 dürfen die Palästinenser im Westjordanland 118 Mio. m³ Wasser im Jahr fördern, Israel 483 Mio. m³. Israel liefert von Beginn an höhere und stark ansteigende Mengen Frischwassers als vereinbart an die Palästinensische Autonomiebehörde, was zu einem Anstieg des Pro-Kopf-Verbrauchs um 10 Prozent im Zeitraum 1967–2009 in den Autonomiegebieten geführt hat, während der Pro-Kopf-Verbrauch in Israel im gleichen Zeitraum um 73 Prozent sank. Einige ärmere Dörfer in Gebieten unter vollständiger israelische Kontrolle (Area C) sind bis heute nicht an eine Wasserleitung angeschlossen, obwohl benachbarte Siedlungen eine solche haben. Sie müssen mit Tankwagen versorgt werden. Als Martin Schulz die Wasser-Ungerechtigkeit am 12. Februar 2014 in einer Rede vor der Knesset ansprach, kam es zu einem Tumult. Die israelische Botschaft hat daraufhin eine umfassende Darstellung zu der Wassersituation veröffentlicht, die der Darstellung Martin Schulz’ in wesentlichen Teilen widerspricht. Es muss jedoch berücksichtigt werden, dass Israel für Bewässerungs- und Industriezwecke auf entsalztes und aufbereitetes Wasser zurückgreifen kann, während den Palästinensern solche Quellen nicht zur Verfügung stehen. Ein im Dezember 2013 unterzeichnetes Memorandum zwischen Israel, Jordanien und den Palästinensern soll dies jedoch ändern. Dieses Projekt ist allerdings bei Umweltschützern umstritten.

### Elektrizität
Im Gazastreifen gibt es nur ein Diesel-Kraftwerk mit einer Leistung von 60 MW. 120 MW liefert Israel, 20 MW kommen aus Ägypten. Der Diesel-Kraftstoff für das Kraftwerk wird ebenfalls aus Israel bezogen. Insgesamt liefert die israelische Stromfirma IEC 4 Millionen kWh Strom an die Autonomiegebiete, 7 Prozent der eigenen Produktion. 1 Mio. kWh gehen in den Gazastreifen, die Kosten dafür werden direkt von den Transferzahlungen Israels abgezogen. Die restliche Energie geht in die Westbank an die Autonomiebehörde und die drei Versorgungsunternehmen JDECO (um Jerusalem), NEDCO (Northern Electricity Distribution Company) und SELCO (Southern Electricity Co.). Nachdem ein großer Teil der Rechnungen nicht bezahlt wurde, haben sich hohe Schulden angehäuft. Da es im Westjordanland bis 2019 kein Kraftwerk gab, musste der gesamte Strom importiert werden, 95 Prozent aus Israel und 5 Prozent aus Jordanien. Die Versorgungsunternehmen haben Probleme, die offenen Stromrechnungen von den Haushalten einzutreiben. Als Gegenmaßnahme werden ab 2014 zunehmend Prepay-Stromzähler installiert. Da die Autonomiebehörde als Druckmittel gegen die Hamas im Gazastreifen die Zahlung der Stromlieferungen dorthin verweigerte, kam es dort wiederholt zu Lieferstopps und Engpässen. Im Januar 2020 wurden mit den beiden ersten Raten mehr als die Hälfte der aufgelaufenen Gesamtschulden von 466 Millionen Euro beglichen.
In Jericho wurde am 22. Mai 2019 der erste von vier geplanten Solarparks eingeweiht. Die vier Solarfelder könnten 30 Prozent des palästinensischen Bedarfs stillen und damit die Abhängigkeit von israelischer Energieversorgung verringern.
Im Oktober 2020 erlangte die Autonomiebehörde die Kontrolle über drei Umspannwerke bei Hebron, Kalandia und Nablus, bereits seit 2017 ist jenes bei Jenin palästinensisch. Diese Infrastruktur soll die Basis für eine eigene palästinensische Stromgesellschaft werden. Erwartet wird eine Verbesserung bei der Stromverteilung, sodass das in der Regel überlastete Netz stabiler wird.

## Bildungswesen
Das palästinensische Schulwesen ist nach dem Vorbild Jordaniens organisiert. Auch während der Besetzung durch Israel wurde das System nicht dem Israels angeglichen. Es wurden früher auch vor allem jordanische Schulbücher verwendet. Die Autonomiebehörde erstellt nun eigene Lehrpläne und gibt die Bücher für den Unterricht frei. Zuerst wurden wieder jordanische Bücher adaptiert nachgedruckt. Inzwischen wird, auch mit finanzieller Unterstützung der Europäischen Union, eigenes Material herausgegeben. Dabei gibt es immer wieder Kritik an dessen Inhalt, wenn es um den Lehrinhalt „Israel“ geht. Neben den staatlichen Schulen gibt es auch private Schulen, die meist christlichen Organisationen (Quäker, katholische Orden) gehören und höheres Niveau haben. Für diese ist jedoch Schulgeld zu bezahlen. Die Reifeprüfung am Ende der 12. Schulstufe heißt Tawdschihi (arab. توجيهي). Diese zentral organisierte schriftliche Prüfung findet je Schultyp Ende Juni an allen Schulen gleichzeitig statt. Die Auswertung erfolgt ebenfalls zentral, und die Ergebnisse werden Ende Juli in Sonderausgaben der Tageszeitungen und im Internet veröffentlicht. Die Benotung erfolgt in Prozentpunkten; zum Bestehen sind 50 Punkte erforderlich. Die beste Schülerin des Jahres 2016 erreichte 99,7 Prozent. Fällt man durch, kann man im nächsten Jahr nochmals antreten.
Die Universitäten in Palästina sind meist privat und erheben daher Studiengebühren von 1500 bis 1800 Euro je Studienjahr. 2017 gab es in Palästina rund 214.000 Studierende, davon 59,9 Prozent Frauen. Zusätzlich studieren rund 21.000 Palästinenser im Ausland, die meisten davon in Jordanien. Es wurden 37.833 Master- und Bachelorgrade sowie ein Doktorgrad verliehen. Die Palästinenser standen lange Zeit im Ruf, das arabische Volk mit dem höchsten Bildungsniveau zu sein und galten – aufgrund der zahlreichen Dozenten, die in der Region tätig waren – als „Lehrer der arabischen Welt“. Auch heute verfügen die Autonomiegebiete immer noch über ein gutes Hochschulwesen. Die Hochschulen nehmen bisher nicht am Bologna-Prozess teil. Bis heute unterscheiden sich deshalb sowohl die Struktur als auch das Bewertungssystem deutlich von der dreistufigen Bologna-Struktur und dem European Credit Transfer and Accumulation System (ECTS). Im arabischen Raum steht beim QS-Ranking die Universität Bir Zait auf Rang 50, die al-Quds-Universität auf Rang 61, die Universität Nablus auf Rang 65, die Islamische Universität Gaza auf Rang 87 und die Universität Bethlehem auf Rang 98. Die 18 „Community Colleges“ verleihen nur Abschlüsse unterhalb des Bachelor. Auch die 17 Fachhochschulen bieten meist nur zweijährige Diplomstudiengänge und selten auch Bachelorprogramme an. Die Fernuniversität mit 22 Filialen verleiht nur Bachelorabschlüsse, die 14 Universitäten Bachelor- und Mastergrade. Das Hochschulstudium ist nach dem amerikanischen Vorbild geregelt, die Bachelor- und Masterabschlüsse der Universitäten sind international und bis auf wenige Ausnahmen auch in Israel anerkannt. Die vier Promotionsprogramme (Chemie, Physik, Sozialwissenschaften und Islamisches Recht) haben bisher einen Absolventen hervorgebracht (in islamischem Recht).
Die Darstellung von Israel und Juden in palästinensischen Schulbüchern dient nicht der Verständigung von Israelis und Palästinensern, sondern fördert die Entstehung eines geistigen Klimas der Gewalt. Die Texte nehmen durchweg negativen Bezug auf Israelis und Juden, die vielfach dämonisiert werden, der Kampf gegen Israel wird verherrlicht.
Auch die Vorschulerziehung in den palästinensischen Autonomiegebieten steht im Schatten des Nahostkonfliktes. Im von der islamistischen Hamas kontrollierten Gazastreifen wurden Kinder im Kindergarten wiederholt in Spielsituationen gebracht, in denen sie Israelis „töteten“.
In einem Theaterstück anlässlich des Festivals für Erziehung wurde das Töten von Israelis und der anschließende Märtyrertod glorifiziert.

## Kultur
Die palästinensische Kultur ist arabisch geprägt. Gesprochen wird Palästinensisch-Arabisch.

### Sport
- Palästinensisches Olympisches Komitee

#### Nationalmannschaften
- Palästinensische Fußballnationalmannschaft

#### Sportler
- Riad Al-Rafati (Kickboxen)
- Mustafa Hassanen (Bodybuilding)
- Mohammad Abu Hamous (Langstreckenlauf)
- Fadi Lafi (Fußball)
- Roberto Kettlun (* 1981, Fußball)
- Mohamed Hassan (Fußballspieler)

#### Frauensport
Während es im Westjordanland sogar eine Nationalmannschaft für Frauenfußball gibt, stehen Sportlerinnen im von der Hamas kontrollierten Gaza-Streifen vor besonderen Schwierigkeiten: Frauenfußball ist dort untersagt, auch ein Marathonlauf wurde abgesagt.

#### Inklusion
Anlässlich des Internationalen Tages der Menschen mit Behinderungen 2021 wurde die erste palästinensische Fußballmannschaft beinamputierter Spieler gegründet.
Special Olympics Palästina wurde 1995 gegründet und nahm mehrmals an Special Olympics Weltspielen teil.

### Musik
Die einheimische Musik in den Autonomiegebieten steht in der Tradition der arabischen Musik, wobei sowohl deren klassische als auch deren populäre Strömungen vertreten sind.
In den den Gaza-Streifen dominierenden islamistischen Milieus ist westliche Musik weitgehend verpönt, und sogar die Lieder von Umm Kulthum, einst Ikone des palästinensisch-arabischen Nationalismus, gelten dort nun als Harām. Die Anhängerschaft der Hamas bevorzugt ausschließlich Naschids.
Im Juni 2013 gewann Mohammed Assaf die zweite Staffel der Casting-Show Arab Idol. Hamas verurteilte seine Teilnahme an dem Wettbewerb und führte eine Facebook-Kampagne gegen ihn, schickte dann aber bei seiner Rückkehr einen offiziellen Vertreter des Kulturministeriums zum Empfang an die Grenze.